# Quintette pour piano et cordes de Vierne
Vous lisez un « article de qualité » labellisé en 2018.
Pour les articles homonymes, voir Quintette pour piano et cordes.
Le Quintette pour piano et cordes, op. 42, est une œuvre de Louis Vierne en trois mouvements pour piano et quatuor à cordes.
Composée du mois de décembre 1917 au mois de mai 1918, la partition est dédiée « en ex-voto » à la mémoire de son fils Jacques, « mort pour la France à dix-sept ans » le 11 novembre 1917. D'abord présenté en audition privée à Thonon-les-Bains avec le compositeur au piano, en juin 1919, la première audition en public du Quintette a lieu au conservatoire de Genève, le 23 avril 1920 — suivie d'une première audition parisienne, salle Gaveau, le 16 juin 1921.
Conçu pendant la période la plus tragique de sa vie — presque aveugle depuis son enfance, le musicien entre au sanatorium de Lausanne pour une série d'opérations chirurgicales (glaucome puis cataracte) du mois de janvier 1916 au mois d'août 1918 : cloîtré dans l'obscurité, il apprend la mort de son fils et de son frère René, victimes de la guerre, et connaît la tentation du suicide — le Quintette de Vierne rencontre immédiatement le succès auprès de différents publics. Publié en 1924 par les éditions Sénart, il est redécouvert à partir des années 1980, grâce aux concerts et à de nombreux enregistrements sur disques.
L'œuvre constitue un témoignage poignant et rare — anachronique, pour certains critiques — de musique romantique pendant les années folles, au début de l'entre-deux-guerres. D'une densité instrumentale presque symphonique, avec des harmonies souvent dissonantes et une puissance expressive résolument opposée aux charmes « impressionnistes » de la Belle Époque, le Quintette pour piano et cordes est considéré comme le chef-d'œuvre de la musique de chambre de Vierne, et l'un des quintettes avec piano les plus importants de l'école française de la fin du XIXe siècle et du début du XXe siècle, allant de César Franck à Charles Koechlin.

## Présentation

### Contexte

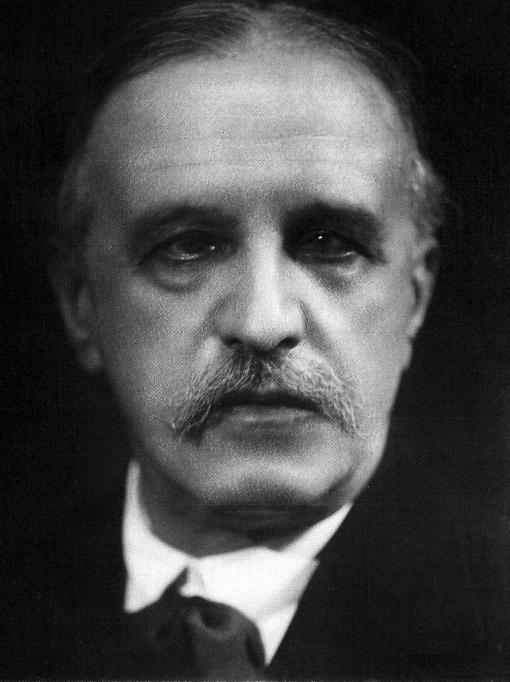
Louis Vierne en 1915 — sur cette rare photographie prise de face apparaissent les signes de cataracte de l'œil droit, le strabisme convergent de l'œil gauche…

Harry Halbreich résume en peu de mots le contexte de composition du Quintette pour piano et cordes : « Les années 1916 à 1918, passées à Lausanne, furent les plus terribles de la vie de Vierne. Ses yeux lui causaient des douleurs atroces, son fils et son frère moururent à la guerre, et il atteignit le bord du suicide ».
Dans les notes rassemblées en vue de publier ses Mémoires, Louis Vierne revient sur les circonstances de sa cécité : « Je vins au monde presque aveugle, et mes parents en éprouvèrent un vif chagrin. De ce fait, je fus entouré d'une chaude et continuelle tendresse qui, de très bonne heure, me prédisposa à une sensibilité extrême. Elle devait me suivre toute ma vie et devenir la cause de joies intenses et d'inexprimables souffrances ». Pour son premier biographe, Bernard Gavoty, « en quelques phrases très simples, nous voyons s'esquisser un destin d'homme sensible à l'excès : l'avenir devait donner à ces prédispositions l'occasion de s'épanouir amplement ».
Le compositeur, né pendant la guerre franco-allemande de 1870 d'un père farouchement bonapartiste, est un patriote ardent. Au moment de la déclaration de guerre de 1914, il a 43 ans. Il occupe la tribune d'orgues de Notre-Dame de Paris depuis 14 ans. Pour un homme comme lui, « le cataclysme national n'allait pas sans un terrible retentissement. Mais pour un musicien qui vit de ses leçons et de ses concerts, presque aveugle, c'est-à-dire inapte à exercer tout autre métier, la guerre tournait à la catastrophe personnelle. En quelques semaines, les élèves avaient disparu, qu'ils fussent mobilisés ou que, trop jeunes pour servir, ils eussent quitté Paris en toute hâte avec leurs familles. D'ailleurs, qui songeait à la musique, en cet été de 1914, à l'orée de la plus tragique aventure où la France se fût engagée depuis la Révolution de 1789 ? »

Ses deux frères, René — organiste comme lui, né en 1878 — et Édouard — né en 1872 — partent pour le front. Or, Vierne est particulièrement sensible à l'éloignement de sa famille, en particulier de ses enfants. Il écrit à ce propos à un ami : 

« Je ne peux plus travailler. À tout instant, ma pensée quitte l'esquisse qui est là, sur ma table, et va au-devant de mes petits qui sont loin de moi. Je sens par moments une sorte d'antagonisme entre l'amour des miens et celui de la musique : nos enfants de l'esprit seraient-ils jaloux de ceux de la chair ? »

En 1915, Vierne souffre de plus en plus des « premières atteintes d'un glaucome qui est en train d'achever de l'aveugler ». Il confie son désarroi à son élève et amie Nadia Boulanger dans une lettre du 19 août : « Mon système nerveux fortement ébranlé a flanché tout à coup. Je combats en ce moment une crise de névrite optique ». C'est également l'année où la cantatrice Jeanne Montjovet, « la compagne de ce temps douloureux, l'inspiratrice et l'interprète, celle qui avait figuré aux pauvres yeux éteints la raison de vivre et la joie de créer », le quitte après six ans de vie commune. Le 15 décembre, à l'occasion d'une tournée de concerts en Suisse, il consulte l'éminent professeur Samuel Eperon, qui le convainc de tenter une intervention chirurgicale.
Ce sont ainsi, à partir de son retour le 12 juillet 1916, deux années de traitements et de soins tels que « l'oculiste était souvent bien près de se décourager : l'œil droit était encore indemne, sauverait-on l'œil gauche ? Une opération était rendue impossible par l'intervention antérieure ; il fallait donc, à tout prix, conserver cet œil par les moyens purement médicaux et surtout éviter que la contagion ne gagnât l'œil droit ». Or, les complications et les crises se succèdent et, le 30 septembre 1918, une cataracte secondaire, reformée sur l'œil droit, exige une nouvelle opération, pratiquée le 9 octobre, « non sans difficulté ». À peine le patient est-il remis qu'une irido-cyclite, extrêmement douloureuse, l'oblige à demeurer dans l'obscurité totale pendant six mois — épreuve terrible, mais couronnée de succès : « Vierne avait frôlé la cécité totale ».
En pleine convalescence, et comme si « la malchance veillait », le musicien contracte une bronchite chronique avec complication de pneumonie double, dont il ne survit que de justesse. Dans son carnet, il note simplement : « C'eût été trop beau… »

### Dédicace

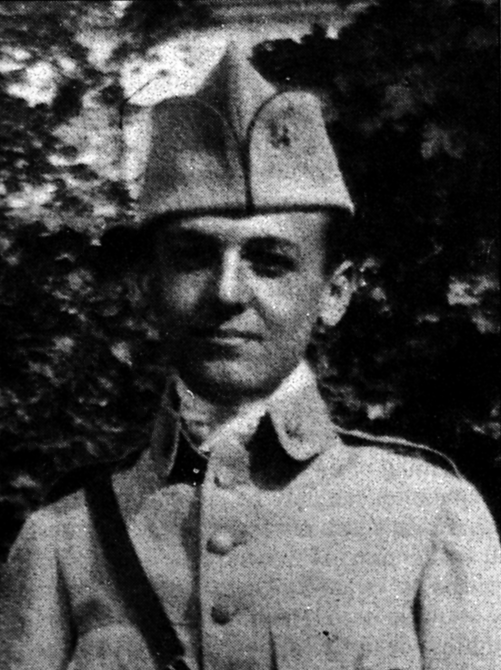
Jacques Vierne en 1917, au moment de son départ pour le front de l'Aisne, le 10 mai 1917-.

Le Quintette pour piano et cordes de Vierne est dédié à la mémoire de son fils Jacques, né le 6 mars 1900 et « mort pour la France à dix-sept ans, le 11 novembre 1917 » — date particulièrement cruelle, « un an jour pour jour avant l'armistice ! À la douleur atroce s'ajoutait pour Vierne le sentiment d'avoir une part de responsabilité dans cette mort en autorisant le départ de son fils ». En 1913, il avait déjà perdu son fils André, mort à l'âge de dix ans.
De ses trois enfants, Jacques était alors le seul qui partageait sa vie, tout en demeurant « loin de lui par l'esprit : peu musicien, séduisant mais sans parenté spirituelle avec son père, il n'était pas pour Vierne l'appui et la consolation qu'il avait tant rêvé ». Au moment de son divorce, prononcé le 4 août 1909, le compositeur avait obtenu la garde de ce fils montrant « un caractère bien trempé et obstiné ». Aussitôt atteinte la limite d'âge, celui-ci avait pris la résolution de s'engager. Incertain et inquiet, Louis Vierne avait entrepris les démarches nécessaires auprès du consul de France à Lausanne et, « le 10 mai, Jacques partait ». Après « un stage assez court, ayant suivi assidûment sa préparation militaire pendant une année, le 11 novembre 1917, il était tué au cours d'une attaque ». Bernard Gavoty trouve le musicien cruellement « torturé par les scrupules ».
La réalité est plus cruelle encore : selon la fiche établie par la préfecture de la Seine, Jacques Vierne se serait suicidé le 12 novembre 1917. Il est également possible qu'il ait été fusillé pour l'exemple comme le reconnaît Jean-Claude Crespy, attaché culturel de l'ambassade de France en Autriche, en 2014. Denis Herlin considère comme « presque assuré que celui-ci fut fusillé à la suite de son refus de combattre ». Jean Gallois suppose un changement complet dans l'attitude du jeune homme, engagé volontaire « devenu, face aux horreurs vécues au front, objecteur de conscience ». Dans sa biographie du compositeur parue en 2011, Franck Besingrand préférerait ne pas revenir sur les circonstances exactes de la disparition de Jacques, « dont on a toujours cru qu'il était mort au combat, ». Cependant, « ce qui apparaissait comme un déshonneur ou un désaveu s'est estompé au vu des nouveaux éclairages historiques, du rétablissement de certaines vérités » grâce aux différentes opérations de réhabilitation des fusillés depuis la fin des années 1990.
Or, « devant la stérilité de ce désespoir, une idée germe tout à coup dans l'esprit de Vierne, une idée de poète : ce fils qu'il a mal connu, mal compris, peut-être insuffisamment aimé, il va faire pour lui quelque chose de beau, ce qu'il peut faire de plus beau, un cri de douleur et d'amour dans lequel il exprimera à l'âme de son fils tout ce qu'il aurait voulu lui dire autrefois et que les circonstances ont peut-être empêché d'être dit ».

Le 10 février 1918, il écrit à son ami Maurice Blazy : 

« Dire mon état d'âme à présent est superflu, n'est-ce pas ? La vie n'a plus pour moi aucun sens matériel. Sans but et sans intérêt, elle ne serait qu'une dérision si je n'avais la volonté de réagir dans un autre sens et de consacrer la fin de mon existence à une tâche tout idéale. J'ai dit adieu pour jamais à toute ambition de gloire passagère et renoncé à cette vaine agitation extérieure qu'on appelle lutte pour la vie, pour me donner seulement à la production.
J'édifie, en ex-voto, un Quintette de vastes proportions dans lequel circulera largement le souffle de ma tendresse et la tragique destinée de mon enfant. Je mènerai cette œuvre à bout avec une énergie aussi farouche et furieuse que ma douleur est terrible et je ferai quelque chose de puissant, de grandiose et de fort, qui remuera au fond du cœur des pères les fibres les plus profondes de l'amour d'un fils mort… Moi, le dernier de mon nom, je l'enterrerai dans un rugissement de tonnerre et non dans un bêlement plaintif de mouton résigné et béat. »

Ces lignes traduisent, « mieux que toutes les analyses, la genèse d'un chef-d'œuvre » selon Bernard Gavoty.

### Composition

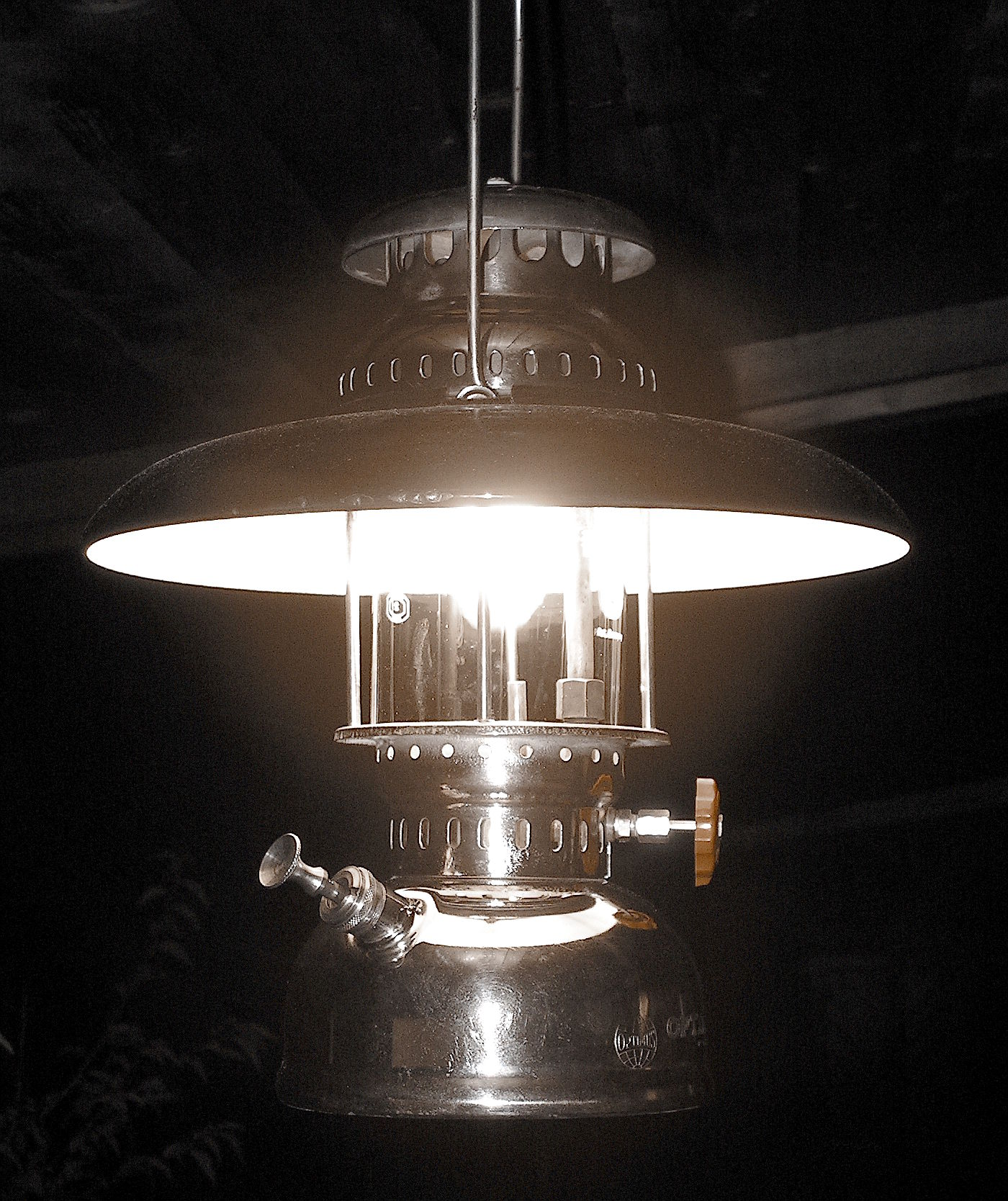
Du fait de son handicap, Louis Vierne est toujours réduit à composer sous le feu d'un puissant bec Auer.

Si la nouvelle de la mort de son fils « l'anéantit totalement », Louis Vierne surmonte sa douleur en y mêlant un sentiment d'indignation ou de révolte qui lui est assez familier : Bernard Gavoty souligne combien « la colère était pour lui un excitant de premier ordre. Elle faisait bouillonner dans son cerveau de créateur un monde d'images vengeresses, qui se résolvaient en ces thèmes vigoureux, emportés comme l'ouragan ou cinglants comme une cravache. Sans plus attendre, il jetait cela sur le papier, ainsi qu'une lave brûlante, puis, à mesure qu'il se penchait sur la pierre pour la polir, la rage faisait place à un sentiment plus mesuré. L'artiste se penchait sur son œuvre, donnant au premier jet des façonnements, des prolongements insoupçonnés. Il travaillait dans la sérénité après avoir enfanté dans la douleur. Le miracle s'accomplissait ».
Sous l'effet de ce « coup de poignard, tout ce qui rôdait confusément en lui, sans parvenir à prendre forme, cristallise. La musique monte, ainsi que la marée. Des thèmes affluent, comme attirés par cette douleur impuissante qui cherche une issue. Déjà, Vierne sent chanter en lui la plainte désolée des archets ; avec fièvre, il note tout ce qui lui vient, partagé entre sa douleur de père et l'anxiété du créateur, qui tend irrésistiblement à s'y substituer. Ses yeux lui causent encore à cette époque d'affreuses souffrances. Quand les élancements l'empêchent de se reposer, il passe la nuit au piano, improvise, compose, s'abandonne à l'accès qui lui dicte de sublimes accents. Et c'est le Quintette, op. 42 » — achevé en six mois à peine, de décembre 1917 à mai 1918, dans la Villa Rochemont,, à Chailly près de Lausanne.
La composition d'une œuvre aussi exigeante se fait dans des conditions pénibles, auxquelles Vierne est habitué depuis toujours : « Comment il en vient à bout en termes purement physiques est un mystère. Jusque-là, il a travaillé le nez littéralement collé à la feuille, traçant de larges figures de notes sur des portées manuscrites fortement grossies, et secondé par son jeune frère bien-aimé, René, lui-même organiste émérite ». Si sa vision, « affaiblie mais appréciable cependant, lui avait permis d'écrire à la plume ses compositions et de n'avoir recours à un tiers que pour les travaux de copie ou d'orchestration, qui l'eussent exagérément fatigué », c'est toujours à la lueur d'un bec Auer — si proche et d'un feu si intense qu'il avait confié à un de ses amis que « les portées finissaient par devenir sanglantes ».

Dans ces circonstances, les lettres qu'il reçoit tous les quinze jours sont sa dernière source de réconfort. Si son frère Édouard, « mystérieux, se livre moins, écrit peu et conserve de son enfance l'habitude du repli sur soi », René lui adresse des lettres affectueuses et encourageantes. Pianiste comme lui, il lui donne des nouvelles d'amis compositeurs — comme « André Caplet, admirable sergent de liaison dans l'active. Quel chic type ! » — et lui rend compte du succès de ses œuvres dans le contexte inhabituel du front : 

« J'ai joué tes Préludes à mes poilus… C'était beau, mon vieux, tu n'as pas idée de ce que c'était beau ! Ta musique leur plaît diablement, sais-tu ? C'est qu'elle sympathise avec nous, en ce sens qu'elle dit bien ce qu'elle veut dire, sans tourner autour du pot. »

Sa dernière lettre, datée du 30 avril 1918, lui annonce qu'il vient de recevoir la croix de guerre : 

« Depuis mon prix du Conservatoire, je n'ai jamais eu une aussi bonne nouvelle à t'annoncer. Et je suis tout confus de penser que je n'ai rien de mieux à t'offrir, alors que toi, chaque année, tu enrichis notre patrimoine et notre intimité d'un nouveau chef-d'œuvre. Mettons que j'ai fait à ta place ce que tu ne pouvais faire toi-même et que je me suis battu pour deux pendant que, de ton côté, tu composais pour trois… et bien au-delà. »

À peine Vierne achevait-il son Quintette que ce « nouveau malheur venait le frapper, plus cruel encore que la mort de son fils » : le caporal René Vierne est tué à l'ennemi le 29 mai 1918 sur le plateau de Branscourt dans la Marne. Officiellement « porté disparu » dans un premier temps, il apparaît bientôt qu'« un obus de gros calibre l'avait littéralement pulvérisé ». Pour le musicien convalescent, c'est le coup de grâce : il ne se remet pas de la perte de son frère. Dix-neuf ans plus tard, le 31 décembre 1936 — quelques mois avant sa mort — il écrit : « Je t'ai donné la sépulture que Dieu t'avait refusée ; ta tombe, c'est dans mon cœur que je l'ai creusée ». Mais le tombeau qu'il lui consacre immédiatement, comme compositeur, est le poème pour piano intitulé Solitude op. 44, autre partition « sans aucune concession », « étrange, visionnaire et violente ».

### Création et publication

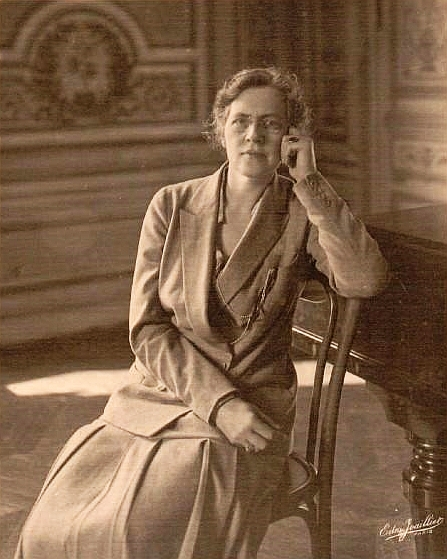
Nadia Boulanger interprète la partie de piano du Quintette lors du concert de 1921 à Paris.

D'abord présenté en audition privée à Thonon-les-Bains avec le compositeur au piano, en juin 1919, la première audition publique du Quintette pour piano et cordes a lieu au conservatoire de Genève, le 23 avril 1920, « avec un éclatant succès ». Cette « retentissante création » est suivie d'une première audition parisienne le 16 juin 1921,, salle Gaveau, dans le cadre d'un « Festival Armande de Polignac-Louis Vierne ». Le critique musical du Ménestrel note que les auteurs et leurs interprètes « furent très applaudis ».
Le succès remporté auprès du public « fut considérable et d'autant plus étonnant que la France, en ce début des années folles, cherchait à s'étourdir et à oublier par tous les moyens ce qui pouvait lui rappeler le traumatisme de la guerre : une œuvre aussi noire n'était pas au goût du jour ! Mais le public ne s'y trompa pas ; comment, d'ailleurs, aurait-il pu rester indifférent devant une telle manifestation du génie ? »
L'œuvre conserve la faveur du public et de la critique musicale durant l'entre-deux-guerres. Le 12 février 1937 — moins de six mois avant la mort du compositeur — Paul Reboux présente le Quintette de Vierne comme un « talisman d'apaisement » dans Paris-Soir : « Il y a dans cette œuvre une émotion, une puissance, une sensibilité à laquelle il est impossible de demeurer indifférent ».
Fidèle à ses principes esthétiques, exprimés avec humour dans ses entretiens avec Bernard Gavoty, Vierne attachait une importance particulière à l'expression musicale dans l'interprétation de ses œuvres : « Oh ! la machine à piano, la machine à violon, la machine à chanter (la plus redoutable de toutes) et autres industriels du bruit… Qu'ils retournent à leurs usines ! »
Or, le compositeur était « un professeur-né » — et « la bonté de Vierne pour ses élèves est demeurée légendaire. Son indulgence, toutefois, ne dégénérait jamais en faiblesse. Il ne transigeait jamais : Il exigeait beaucoup de ses élèves », à l'orgue comme au piano. Pour présenter son œuvre au public parisien, il n'est pas surprenant qu'il ait confié la partie de piano à Nadia Boulanger, « une de ses disciples favorites » qui ne manqua jamais de rappeler, au cours de sa longue et brillante carrière d'organiste, de pianiste virtuose et de professeur de musique, ce qu'elle devait à « son premier maître ».
Les années 1920 sont une époque « favorable, sinon aux compositeurs, du moins aux virtuoses ». La nouvelle compagne de Vierne, Madeleine Richepin, « sollicite les éditeurs et s'occupe à faire graver les œuvres composées entre 1914 et 1920 ». Le Quintette est publié en 1924 par les éditions Sénart. La situation financière du compositeur se stabilise également grâce au contrat signé la même année par l'éditeur Henry Lemoine, qui assure la publication de ses nouvelles œuvres.
Il n'existe pas de manuscrit autographe de la partition. À partir du manuscrit du copiste ayant servi à la première exécution du Quintette pour piano et cordes op. 42, qui comporte quelques indications donnant lieu à des modifications du texte, une version corrigée de la partition est rééditée en 1993.

## Aperçu de l'œuvre

### Mouvements
L'œuvre est en trois mouvements,, « de construction très classique » :
1. Poco lento ( = 60) — Moderato ( = 96) de 222 mesures à quatre temps (noté ) ;
2. Larghetto sostenuto ( = 116) de 180 mesures à 
 et 
 ;
3. Maestoso ( = 80) et Agitato ( = 96) à 
 — Allegro molto risoluto ( = 116) à 
, soit 432 mesures.

Selon Benoît Duteurtre, l'ensemble est « d'une force émotionnelle rare, [son] efficacité est démultipliée par la splendeur de l'écriture instrumentale et l'architecture très équilibrée ».
La durée d'exécution ne dépasse pas 31 minutes. Si les mouvements du Quintette op. 42 de Vierne sont parfois présentés comme « immenses », ils relèvent plutôt d'une « conception monumentale : l'exécution en est beaucoup moins longue que pour son modèle, le Quintette de Franck », qui dure 39 minutes. Il est aussi remarquablement moins long que certains quintettes pour piano et cordes composés en France à la même époque. Ainsi, le Quintette op. 41 de Gabriel Pierné, contemporain de celui de Vierne (1916-1917), dépasse les 35 minutes et le Quintette op. 80 de Charles Koechlin, composé en 1920-1921, atteint 37 minutes. Enfin, achevé en 1919, le Quintette op. 51 de Florent Schmitt entrepris dès 1905, « d'imposantes proportions », se déploie sur près de 55 minutes « dans une sorte d'ivresse dionysiaque ».

### Tonalités
Le Quintette pour piano et cordes se présente comme une composition en ut mineur, malgré de nombreuses modulations et un mouvement central portant l'armure de mi mineur,. En réalité, certains passages de la partition sont proches de « la musique sérielle car l'âpreté du chromatisme conduit Vierne à briser parfois le langage tonal ». Ainsi, dès les premières mesures du Poco lento, « le thème initial torturé et ténébreux est exposé au piano et ponctué de brèves réponses plaintives des cordes sans qu'aucune tonalité ne se dégage. Vierne se révèle ici plus proche de Schönberg que de Franck ! »
Il serait exagéré de rattacher ce thème — « d'allure presque sérielle ! » comme s'en étonne Harry Halbreich, du moins « proche de la série, à la tonalité volontairement obscure et à l'humeur sombrement impénétrable » — au véritable dodécaphonisme, qui n'apparaît dans l'œuvre de Schönberg qu'« en 1923 encore timidement, en 1925 de façon affirmée ». Dans cette phrase de neuf tons — et même dix, au début du mouvement final — Vierne diminue l'importance de la tonique (do, noté comme degré 1) et de la dominante (sol, correspondant au degré 8) en posant ces notes sur des temps faibles de la mesure, use de formules chromatiques répétées — progression soulignée en rouge, constituée d'une seconde mineure montante suivie d'une septième majeure descendante — et ne retire de l'échelle chromatique que les degrés 4 et 5 — c'est-à-dire les tierces mineure et majeure, à la base du système tonal :

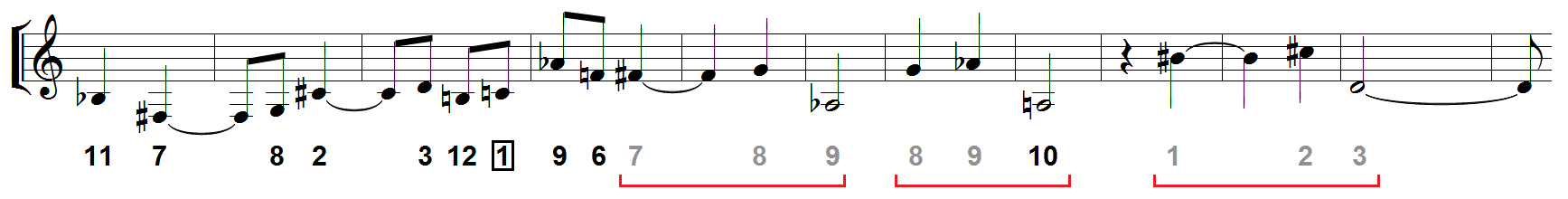
Louis Vierne - Quintette, 3e mouvement (mes.40-51) : Thème et analyse.

À l'audition, le sentiment prime sur l'analyse, et ces premières mesures « reflètent bien un processus de deuil. Ainsi, on ressent dès le début l'infinie douleur provoquée par la perte de cet être cher mort si jeune ». Le discours se construit grâce à cette « série de sons incohérents, qu'on peut relier au remords de lui avoir accordé l'autorisation de partir à la guerre ou à l'incompréhension devant une telle fatalité ».
Plutôt que Schönberg, c'est Franz Liszt — tel qu'il s'est exprimé dans ses pièces tardives et visionnaires, comme la Lugubre Gondole et la Bagatelle sans tonalité — qui sert de modèle ici, mais aussi Richard Wagner. Vierne, comme Schönberg, admire Tristan und Isolde pour « son chromatisme affirmé ». Les mesures suivantes du Quintette, où le piano parcourt tous les degrés de la gamme, se reposent presque sur l'« accord de Tristan » :

## Analyse

### Technique
La réputation de Louis Vierne, en tant qu'interprète et compositeur, est toujours associée à l'orgue dont il est, avec Widor et Tournemire, un représentant éminent dans la vie musicale française de la première moitié du XXe siècle. Or, déjà « au XIXe siècle, il y avait peu d'organistes français capables d'écrire pour le piano si l'on excepte Boëly, Alkan, César Franck et Camille Saint-Saëns, mais tous étaient de remarquables pianistes. À l'orée du XXe siècle, Vierne se présente comme leur continuateur ». Même s'il « confessait modestement que cet instrument n'était pas le sien », sa virtuosité, son sens du phrasé, son toucher subtil et sa science des coloris lui auraient permis de faire une belle carrière de pianiste.
C'est ainsi que le compositeur participe lui-même aux premières auditions, privée puis publique, de son Quintette pour piano et cordes. Accompagnateur de talent, et qui « adorait accompagner », il « connaissait tout du piano, ses ressources comme ses limites » et, pour un critique comme Jean-Pierre Mazeirat, « s'il n'apporte rien de fondamentalement nouveau à la technique de l'instrument, il ne faut pas s'y tromper : le piano de Vierne est du très grand piano ». Et « le piano est toujours utilisé magistralement, souvent d'une manière très virtuose comme dans l'Allegro molto risoluto, au moyen de larges accords scandés, d'octaves en cascades, de traits vertigineux ».
Sa parfaite connaissance de la technique du violon pourrait surprendre, mais tient à la qualité particulière de l'enseignement reçu dès son enfance à l'Institut national des jeunes aveugles dont le programme, établi par son fondateur Valentin Haüy à la fin du XVIIIe siècle, comprenait « outre le piano, un instrument d'orchestre imposé ». C'est ainsi que Vierne avait étudié « simultanément le piano et le violon ».
Enfin, l'écriture de Vierne pour la formation du quintette avec piano semble, d'après les mots de Franck Besingrand, « repousser les limites instrumentales à l'extrême ». De son côté, Benoît Duteurtre estime que « par la densité de son harmonie, Vierne fait sonner le quintette comme un orchestre somptueux dans lequel prédominent toujours ces grands élans mélodiques passionnés qui sont la marque du compositeur ». Il semble « impossible de tirer plus de musique de ces cinq instruments qui sonnent comme un orchestre entier ».

### Influences

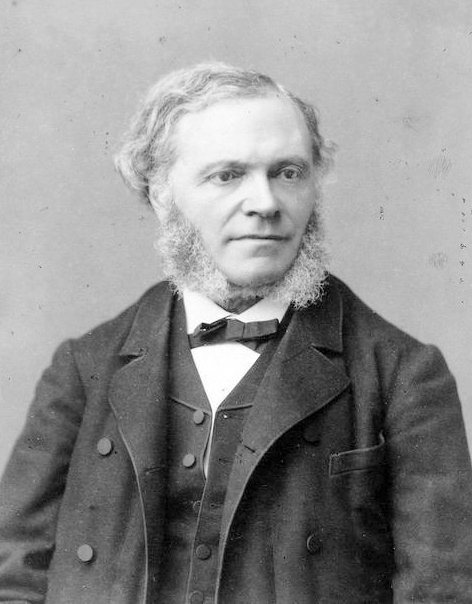
César Franck (1822-1890)
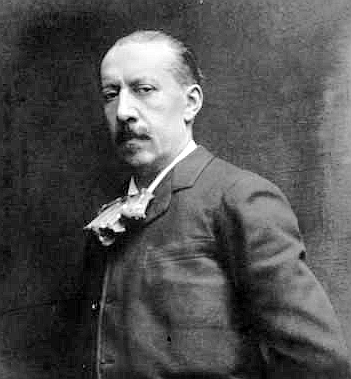
Charles-Marie Widor (1844-1937)
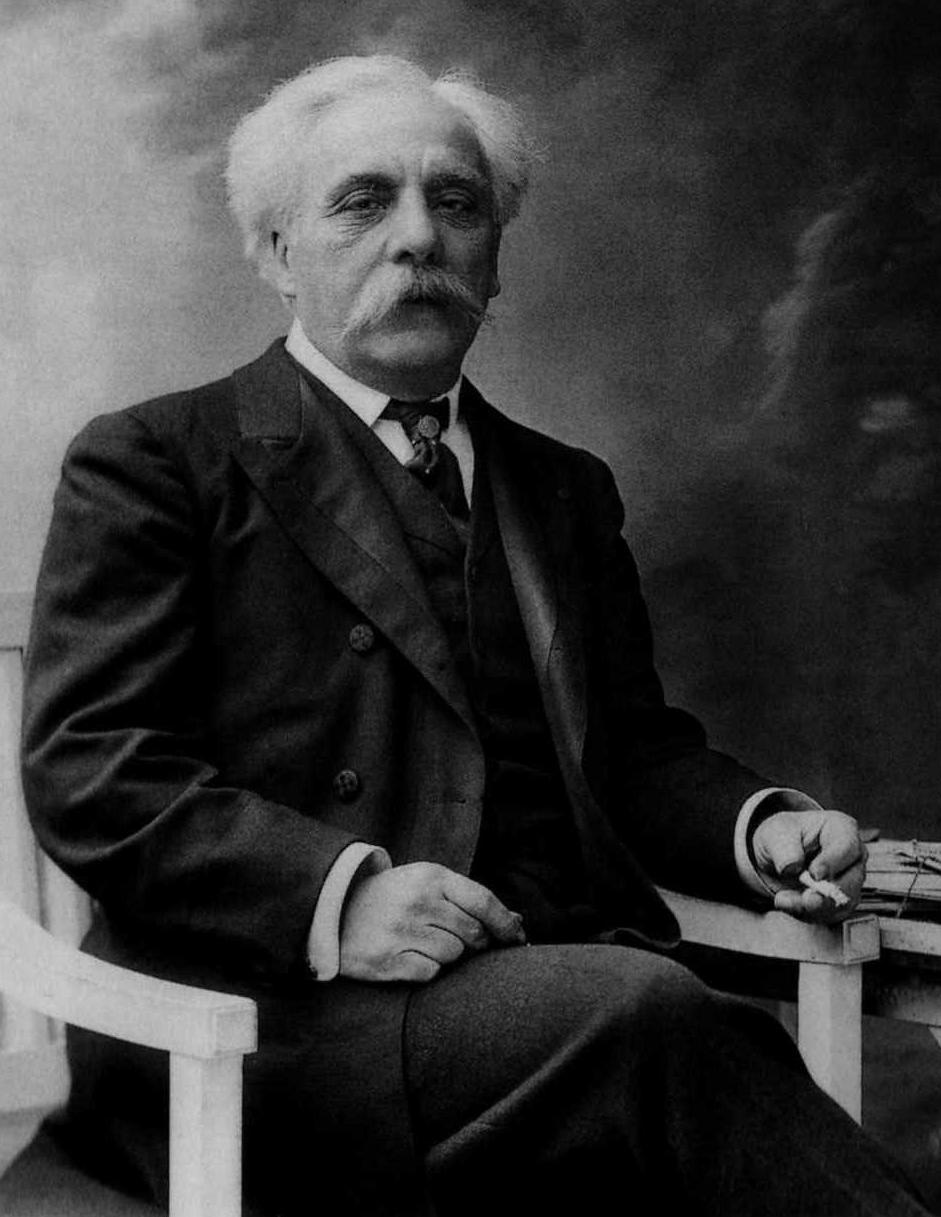
Gabriel Fauré (1845-1924)

Le Quintette pour piano et cordes de Vierne s'inscrit dans un répertoire où se sont illustrés des compositeurs qu'il admire : Franck a composé son fameux Quintette en 1879, Widor son second Quintette op. 68 en 1896, et Fauré son premier Quintette op. 89 en 1906 — le second Quintette op. 115 sera composé après celui de Vierne, de 1919 à 1921.

En 1886, à l'occasion de son premier concours public, Louis Vierne remporte les deux premiers prix de violon et de piano devant un jury présidé par César Franck. Au-delà des félicitations et des encouragements personnels qu'il en reçoit, Franck inspire un immense respect au musicien de seize ans,. À partir de l'année suivante, il se rend à son domicile du boulevard Saint-Michel pour des cours privés, « chaque semaine, à six heures du matin ». Cet enseignement est relayé par celui du Conservatoire, mais brusquement interrompu : Vierne y est admis en octobre 1890, et Franck meurt le 10 novembre,. Cependant, Charles-Marie Widor reprend la direction de la classe d'orgue et montre une telle estime pour Vierne qu'il lui offre spontanément de parfaire son enseignement : 

« Je sais quelles attaches profondes vous liaient à Franck ; j'ai respecté et respecterai la tournure d'esprit artistique que ce grand musicien vous a léguée. Pourtant, il est des choses de pur métier que je vous apprendrai, puisque vous suivez la classe d'orgue, mais non pas la classe de composition. Je vous initierai à la musique de chambre, peu pratiquée au Conservatoire, à la musique symphonique pour laquelle vous me semblez être né, à la prosodie musicale, à la déclamation lyrique, à l'orchestre. Voilà un programme qui nous demandera des années : vous sentez-vous de force à le suivre et à ne rien négliger pour être un compositeur complet ? »

La personnalité du musicien s'épanouit rapidement au contact de ces maîtres qui « lui montrent la voie. Franck l'a ouverte, Widor l'élargit par ses découvertes personnelles » — « bel alliage », dont Vierne « saura magistralement tirer parti dans ses œuvres futures ». L'autre rencontre capitale est celle de Fauré. Selon Bernard Gavoty, « Franck mis à part, on ne connaissait à Vierne qu'une seule passion véritable dans l'école moderne : celle de Gabriel Fauré ». Pour un musicologue comme Harry Halbreich, « si nous reconnaissons en Chausson un chaînon manquant reliant Franck à Debussy, c'est une position intermédiaire entre Franck et Fauré que révèlent les meilleures œuvres de Vierne ». Certains passages du Quintette montrent combien « l'harmonie et le style fauréens ne furent pas sans l'influencer à certaines heures. Lui-même se tint en équilibre entre Franck et Fauré, moins extatique que le premier, moins pur que le second, plus profondément lyrique que l'un et l'autre, et se ralliant, du point de vue des tendances générales, à un romantisme plus absolu, qui n'était tempéré ni par la prière ni par la pudeur, mais seulement par le style ».

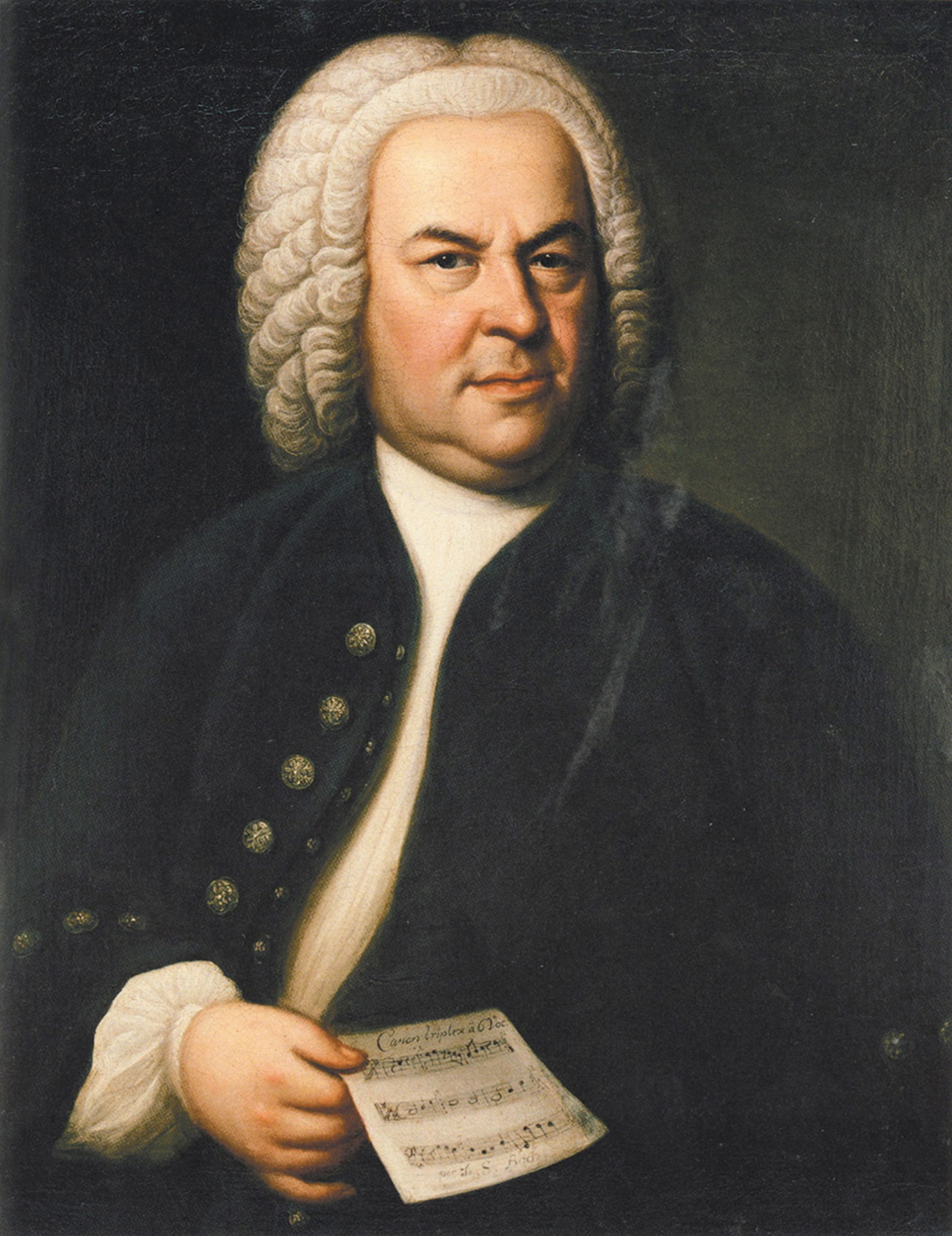
Jean-Sébastien Bach, le grand parmi les grands selon Louis Vierne, qui ajoutait : Quel admirable sentiment de catholicité ! Oui, je sais, il était protestant, c'est indiscutable ; seulement, qu'est-ce que ça fait, puisque ça ne se voit pas ?

Les influences sont ainsi équilibrées dans le Quintette, et leur importance est encore à modérer : si « les élans panthéistes et les déchirures profondes que présente cette partition la placent tout naturellement dans le sillage du prestigieux modèle de Franck, l'écoute révèle une authenticité du propos, bien éloignée de la simple imitation ».
En réalité, « Vierne sut rester lui-même, ce qui n'était point un mince mérite et ne fut pas sans de fâcheuses conséquences pour sa carrière de compositeur. Mais il tint bon et fit bien ». Son attitude indépendante lui attira aussi des sympathies inattendues, comme celle de Saint-Saëns qui prenait plaisir à ses improvisations à la tribune d'orgues : « Lui, le puriste par excellence, riait des hardiesses harmoniques de son jeune confrère et concluait invariablement par un : « Ça griffe ! » qu'il lançait de sa voix zézayante ».

### Esthétique
Les musicologues résument généralement l'esthétique de Louis Vierne à une déclaration de principe définissant tout particulièrement sa musique de chambre — « Je n'ai eu qu'un seul but : émouvoir ». Bernard Gavoty s'est attaché à exprimer plus précisément les intentions du compositeur, en reprenant ses propres termes dans leur savoureuse spontanéité : 

« Des conseils ? Des recettes ? Je serais bien incapable d'en donner. Des principes ? Ce serait plus facile, bien qu'à vrai dire toute ma doctrine se résume en ceci : émouvoir. C'est un bien petit mot, c'est une très grande chose. Et pas facile, je t'assure. On croit que ça y est, et puis, pas du tout : on ennuie tout simplement, et on s'ennuie, par voie de conséquence. Ennuyer les autres, on s'y ferait, à la rigueur, mais s'ennuyer soi-même, ça, alors, c'est très ennuyeux… »

Le sentiment domine dans son inspiration comme dans son expression, et dans son appréciation de la musique : « Rien ne vaut un choral de Bach pour vous remettre en selle : on croirait un grand frère qui vous parle à l'oreille, tout bas… Rien ne console mieux que cette musique dont on dit sottement qu'elle n'est pas sentimentale. Si l'on entend par là qu'elle n'est pas mièvre, d'accord. Mais sentimentale, elle l'est au plus haut degré, et magnifiquement ».
Selon lui, « Franck était de la même race, et Fauré aussi. Voilà des hommes qui ont compris ce que pouvait être la musique. Un jour, je disais à Fauré que sa seconde Sonate pour violon et piano m'avait tiré les larmes des yeux ; il me répondit, en me serrant le bras à me faire crier : "Merci. Il n'y a rien de plus beau ni de meilleur que de pleurer sans raison. Mais tout de même, quel singulier métier nous exerçons. Nous prétendons distraire, consoler, et nous ne sommes heureux que lorsque nous avons réussi à faire pleurer !" Eh ! oui. Pleurer, c'est bon, au fond, parce qu'on redevient enfant : je ne vois pas ce qu'on peut souhaiter de mieux ».
Ainsi, comme le relève Jean Gallois, « l'analyse de ce Quintette pour piano et cordes peut être brève, tant apparaissent limpides l'écriture et l'ordonnance même de l'ouvrage ».

## Parcours de l'œuvre
D'une forme très achevée, le Quintette pour piano et cordes de Vierne est une œuvre délibérément programmatique, sans tomber dans la facilité d'« aucun effet pittoresque » — dans la tradition romantique de la Troisième symphonie « Héroïque » et de la Cinquième symphonie en ut mineur de Beethoven, qu'il adorait, de La Bataille des Huns et de la Danse macabre de Liszt, ou de la Symphonie fantastique de Berlioz à qui « il vouait un culte, et non seulement au musicien, mais à l'homme ». Si les Préludes op. 36 sont « un journal intime » confié au piano, le Quintette op. 42 est un éloquent « poème funèbre où Vierne donne libre cours à sa douleur » avec un sens de la « dramaturgie » que n'ont pas manqué de commenter les musicologues.

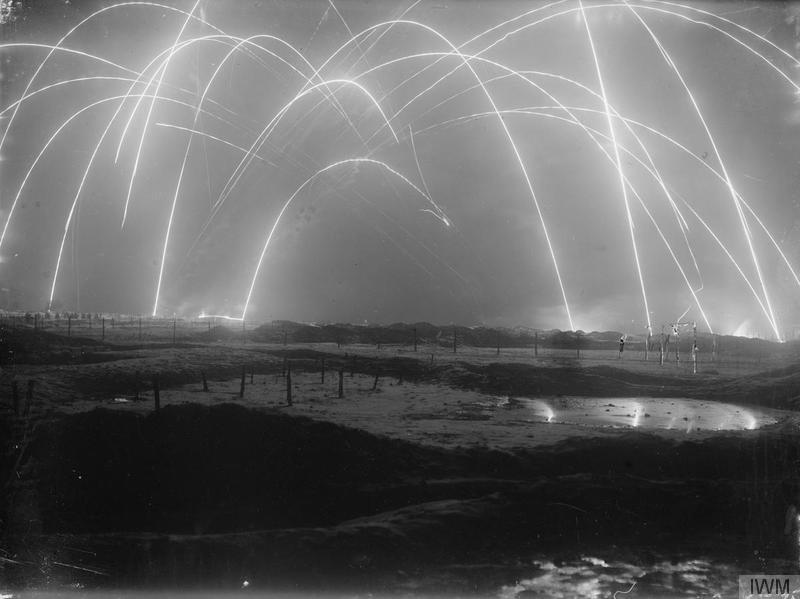
Champs ravagés et tirs d'obus sur les tranchées.
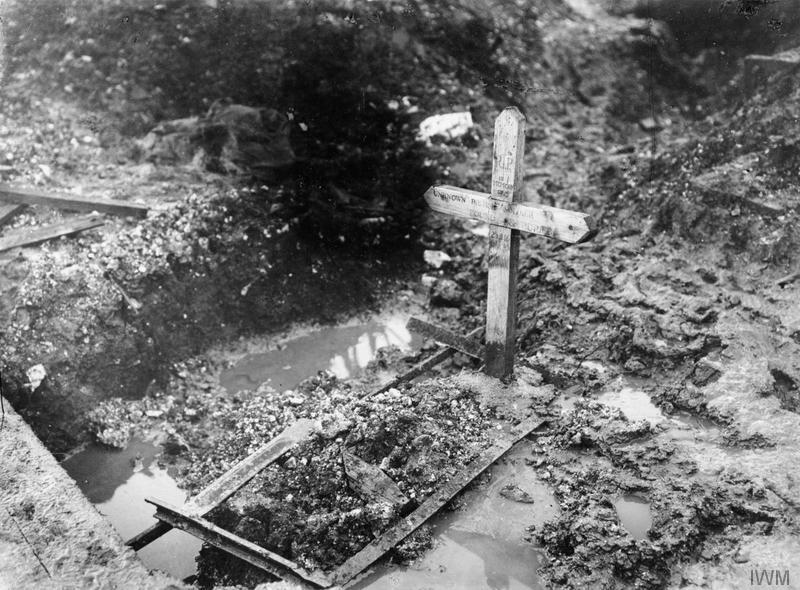
Tombe de fortune sur les lieux du combat.
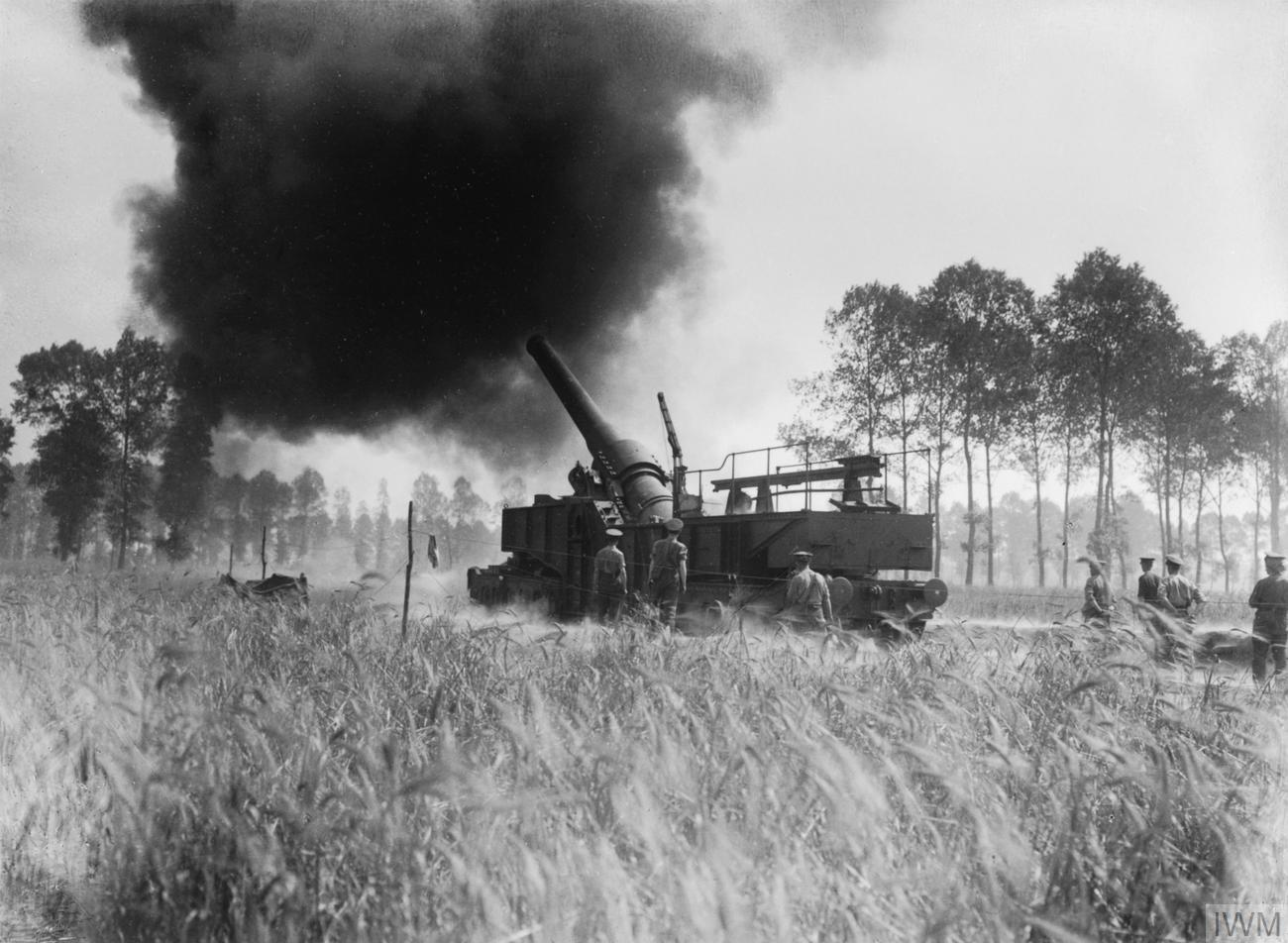
Canons en position — les combats reprennent.

### Poco lento — Moderato
Dès les premières mesures au piano, « teintées d'un chromatisme intense, nous savons que nous allons pénétrer au cœur d'un drame ». La tonalité d'ut mineur « finit par émerger » du discours des instruments à cordes, avec un premier appel « brutal et héroïque ». Ce sont donc « la sévérité, mais aussi la douleur et une rage élégiaque qui dominent le mouvement initial ». Du point de vue technique, Bernard Gavoty soutient que « Vierne use de ses procédés habituels : exposition des deux thèmes à l'entrée des mouvements vifs, rappel des idées centrales dans chacune des parties, sans qu'il puisse être parlé de "cyclisme" véritable, dualité des thèmes ».
La technique du compositeur organiste de Notre-Dame de Paris reste sous-jacente dans l'équilibre du quintette : le piano « impose une douce autorité au Poco lento qui amorce le Moderato, jeu de répons sur un modèle liturgique ». Un changement d'armure à quatre bémols introduit la « plainte du violoncelle », nouveau thème important « d'une tristesse poignante, caractérisé par une ambiguïté tonale entre la bémol majeur et fa dièse mineur » et « d'une plasticité admirable »:
Le développement « oppose et amplifie les deux motifs par une volte-face du piano au moyen de larges accords », dans un « immense climax où le quatuor à l'unisson affronte une succession d'accords d'une densité harmonique et rythmique digne de Rachmaninov ». Vierne avait rencontré le compositeur et pianiste russe chez leur ami commun Raoul Pugno,, et le musicologue Konstantin Galluhn suggère un rapprochement avec le matériau thématique de certains Concertos pour piano de Rachmaninov :
Le retour du thème initial au piano est « traversé d'élancements rageurs des cordes et se mue en une sorte de galop fantastique, vision prémonitoire du champ de bataille qui sera la substance même du Final ». Au terme du développement, « un épisode, où les archets frémissent sur une inquiétante houle pianistique, prépare l'ultime retour du premier thème dans un déchaînement frénétique qui marque l'acmé du mouvement » :
Le mouvement « finit dans la douceur. Ce procédé, souvent utilisé par Fauré, est assez rare chez Vierne ; sans doute le compositeur jugea-t-il que le ton général de l'œuvre le commandait. Il comporte l'avantage d'introduire tout naturellement le mouvement lent, sans cette brisure de l'atmosphère qui souligne trop souvent le caractère disparate de la forme sonate ».

### Larghetto sostenuto
Le second mouvement s'ouvre sur seize mesures confiées au quatuor à cordes, préparant l'entrée du piano. Dès les premières mesures, « on est saisi par la berceuse désolée chantée par l'alto tandis que le premier et le second violon évoquent par leur rythme de croche-noire sur une mesure à 
 ces cortèges où l'assistance suit le corbillard d'un pas bancal et lent. Plus sinistre encore est le second thème, une longue descente chromatique du piano, qui figure la mise au tombeau ». Si Vierne « peut unir ou opposer des forces jusqu'aux déchirements et aux cris, sous l'impulsion de son hyper-sensibilité, il parvient aussi à des éclairages subtils et saisissants grâce aux sonorités presque éthérées des cordes avec sourdine, quasiment en surimpression sur la ligne pure de l'alto ». Le thème est un « chant recueilli, comme du bout des lèvres » :
Ce mouvement lent, « telle une méditation sur la mort, conduit à un Agitato cinglant, comme si la détresse ne trouvait plus de point d'ancrage ». Bernard Gavoty salue l'ingéniosité du compositeur qui « renouvelle avec bonheur la formule de l'adagio, laquelle entraîne parfois un excès de longueur, lorsque les idées sont mal choisies ou les thèmes insuffisants : ici, le caractère pathétique du discours soutient l'intérêt d'un bout à l'autre ». Un nouvel élément, « une admirable cantilène d'abord d'alto, ensuite de violoncelle, enveloppée d'arpèges par le piano et de trilles par les violons », traduit une « douce et tendre rêverie, rappelant avec nostalgie le souvenir des jours heureux » :
Ces éléments suggèrent un rapprochement, selon Harry Halbreich, avec le Quatuor pour piano et cordes no 2 de Gabriel Fauré, mais « l'expression s'élève à nouveau à la plus véhémente douleur ». L'intensité du discours est telle que « l'on se demande si Vierne a pu connaître l'imposant Quintette avec piano de Frank Bridge, datant de la décennie précédente » — tout en annonçant directement « l'amère Sonate pour piano de 1922-1925 qui commémore elle aussi le souvenir d'une victime de la Grande Guerre ».
Le développement des deux motifs mélodiques crée « de grands arcs de tension » parcourant tout le mouvement. Dès lors, le retour du second thème apparaît « sensiblement modifié et amplifié. Il est devenu un immense cri de souffrance, de révolte et de désespoir devant l'irrémédiable, le point culminant de la détresse morale » :
Dans son animation progressive, le mouvement « se transforme en une noble marche funèbre en ut dièse mineur, ponctuée par quelques roulements de tambour rappelant que le fils de Vierne est "mort pour la France". Le troisième volet de ce mouvement aux accents parfois schumanniens se termine dans la plus profonde désolation ». La conclusion « fait intervenir le lugubre second thème qui s'enfonce à jamais dans les entrailles de la terre, et un ultime rappel au piano du premier thème vient en quelque sorte clore la tombe ».

### Maestoso—Allegro molto risoluto
Si  :
Ce dernier mouvement, « d'une force colossale, marque assurément une non-acceptation du destin : les accords âpres et dissonants au piano, fortissimo, le propulsent jusqu'à l'Allegro molto risoluto, implacable comme un ouragan ». Le discours s'organise autour d'un « thème tumultueux, haletant, farouche [qui] entraîne les combattants à l'assaut des positions ennemies dans une chevauchée héroïque » :
Le mouvement « prend réellement son essor grâce à un thème avançant à grands pas sur un rythme ternaire » : « On croirait un instant entendre le scherzo du grand Quintette à cordes en ut majeur de Schubert, inexplicablement joué dans le ton homonyme mineur ». Le thème principal « émerge alors, désynchronisé par rapport à l'inexorable avancée de la pulsation, suggérant ainsi un parallèle avec la malicieuse habileté des dernières pages du Quintette à cordes en fa majeur op. 88 de Brahms ».
Cette « furieuse chevauchée guerrière » est également proche du Finale de la Symphonie no 4 pour orgue de Vierne : « Son rythme illustre à la perfection le "rugissement de tonnerre" voulu par le compositeur ». Mais « soudain, sur le même rythme effréné, une sorte de scherzo sardonique et grinçant forme une danse macabre où le bruit creux d'ossements est suggéré à la perfection par le staccato du piano et les pizzicatti des cordes » :
passage repris avec une dissonance insistante, lorsque le quatuor à cordes martèle fa  sur quatre octaves contre fa  — ou son enharmonique, mi  — dans la ligne mélodique du piano : Vierne affectionne « ces harmonies un peu rudes "qui cognent", selon sa propre expression ! »
Cette « ambivalence entre burlesque et cauchemar se résout, de manière assez prévisible, par une section centrale habitée d'un silence de mort ». Dans ce passage portant l'indication Grave, « mystérieux, où Vierne abandonne une fois encore le langage tonal pour décrire l'atmosphère presque irréelle du champ de bataille subitement déserté, la réexposition du ténébreux thème initial du premier mouvement fait frissonner : au travers des nappes de fumée stagnante, on distingue le magma informe des morts et des blessés d'où s'échappent des gémissements et des sanglots convulsifs ».
Par un revirement lourd de sens « après cette vision insoutenable, le carnage recommence avec le retour implacable du thème principal : une légère décrue dans l'intensité de la bataille laisse un instant la place au second thème du premier mouvement, ultime rappel cyclique, pour mieux nous préparer à la course à l'abîme, au cataclysme total ». L'animation progressive du finale « semble nous précipiter au bord de quelque abîme… Le mouvement marqué Piu animato (mes.392) aboutit à la coda » :
La progression finale est digne des meilleures pages de Schubert, « dont le recours à ce même procédé dans le finale du magnifique Trio avec piano en mi bémol majeur est l'un des traits de génie les plus éloquents dans cette œuvre. Vierne s'en tire lui-même de belle manière grâce à plusieurs transformations harmoniques ingénieuses ». Ces dernières mesures « convoquent une tourmente de sonneries militaires, de ricanements démoniaques, d’engluements inexorables ».
Le Quintette pour piano et cordes s'achève ainsi « sur de puissants accords confirmant l'impitoyable ut mineur », qui « foudroie, inéluctable ». Or, si « cette œuvre tourmentée en impose par des jeux de contrastes saisissants où le piano dispute sa suprématie aux cordes dans des monologues successifs ou par des envolées de concert », elle prend congé de l'auditeur laissé « dans un sentiment mêlé d'hébétude et de colère ». Ce finale violent, selon l'expression de Bernard Gavoty, « conclut dans le ton tragique d'ut mineur comme si, cette fois, la seule tradition ne pouvait imposer la lumière, souvent factice, du majeur, à une œuvre qui est avant tout un chant funèbre ».

## Postérité
Le Quintette pour piano et cordes op. 42 est une des partitions essentielles dans l'œuvre de Louis Vierne. Après un concert à la salle Pleyel, le 6 mai 1922, où étaient interprétés le Quintette et les Cinq poèmes de Baudelaire op. 45, Maurice Blazy présentait son ami et ancien condisciple de l'Institut national des jeunes aveugles comme un modèle « tant par sa carrière que par l'influence qu'il a prise sur toute une pléiade de jeunes gens qui le considèrent comme un chef ». Cependant, le critique du Monde musical considérait Vierne comme « l'un des plus nobles musiciens de notre époque, mais trop modeste, trop perdu dans ses rêves. Il a vécu isolé et il n'a pas toujours eu la place qu'il méritait ».

### Oubli
Louis Vierne meurt le 2 juin 1937, à la fin de son 1 750e concert à la tribune d'orgues de Notre-Dame de Paris — ou, selon la formule d'Émile Bourdon, « à son poste de combat ». Deux ans plus tard, Gustave Samazeuilh oublie de le mentionner parmi les compositeurs français disparus « en l'année 1937, impitoyable pour notre musique française », marquée par les décès rapprochés du « célèbre organiste Charles-Marie Widor, compositeur de noble tenue » (le 12 mars), de Gabriel Pierné (le 17 juillet), d'Albert Roussel (le 23 août) et de Maurice Ravel (le 28 décembre) — même silence, l'année suivante, dans son article commémorant le cinquantenaire de la mort de César Franck où il évoque en quelques lignes certains de ses élèves, d'Henri Duparc à Gaston Carraud.
Il faut sans doute s'en tenir à l'œuvre d'orgue pour affirmer, avec Franck Besingrand, qu'« au fil des années, Vierne ne fut jamais oublié et il sut échapper à ce temps de purgatoire redoutable pour bien des compositeurs ! » En 1977, dans La musique, de la nuit des temps aux aurores nouvelles, Antoine Goléa mentionne Louis Vierne et Charles Tournemire en tant qu'organistes seulement, et non en tant que compositeurs,.
Jean-Pierre Mazeirat se demande « pourquoi d'aussi admirables pages n'occupent pas dans l'histoire de la musique la place qui leur revient. Les causes sont multiples : on sait à quel point les organistes qui s'aventurent à écrire pour d'autres instruments que le leur pâtissent d'un préjugé défavorable. Même de son vivant, Vierne était rarement joué lorsque l'on sortait du domaine de l'orgue. Après sa mort, les choses ne pouvaient que s'aggraver. Il faut bien avouer que son cas est loin d'être unique car, hormis Debussy et Ravel, tous les compositeurs français de la période 1870-1940 ont été peu ou prou tenus dans un injuste purgatoire pendant plus de quarante ans ». En effet, ce n'est qu'au début des années 1980 que la musique de chambre de Vierne est véritablement « redécouverte avec passion, tant par les concerts que par les disques ».

### Critiques

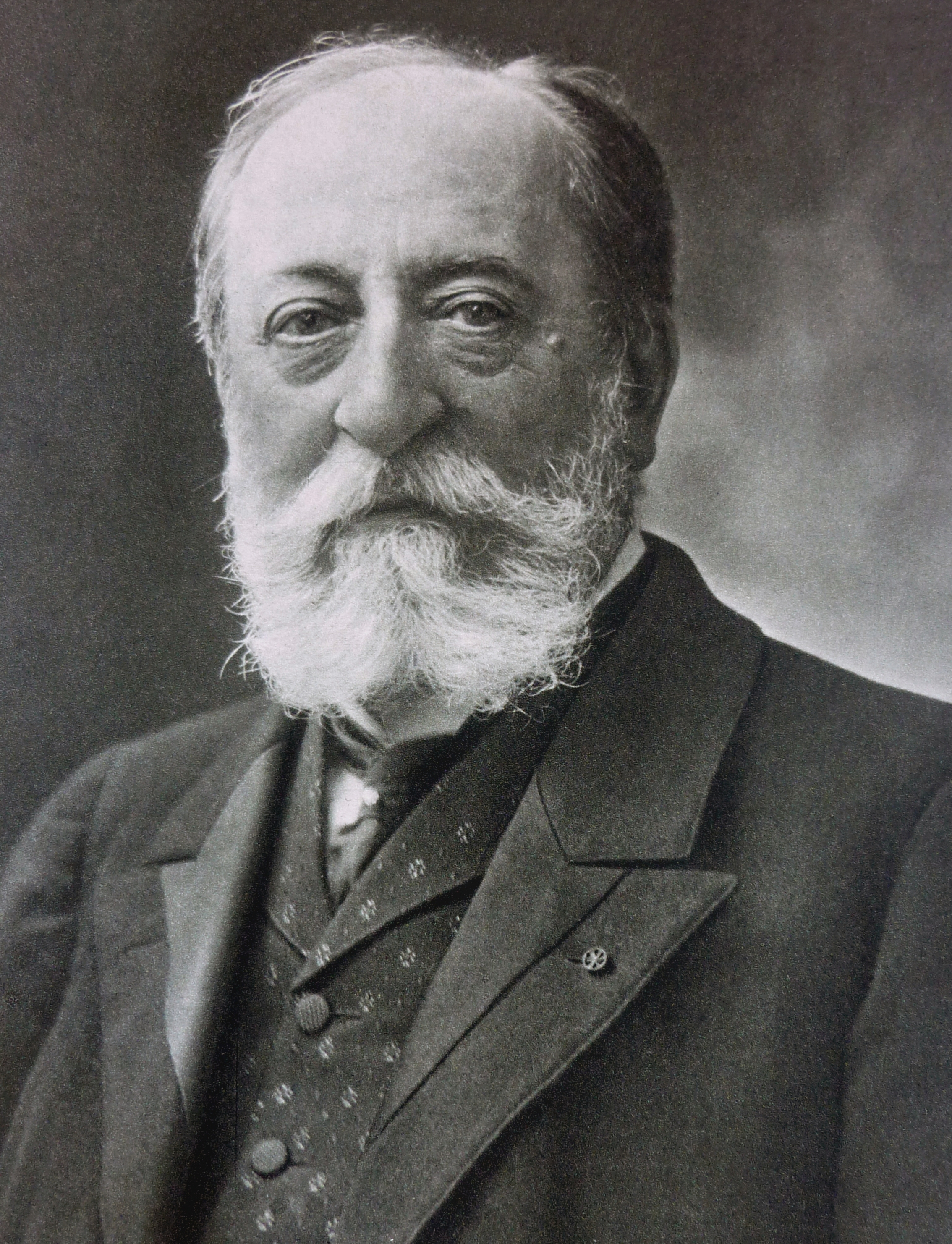
Camille Saint-Saëns (1835-1921)
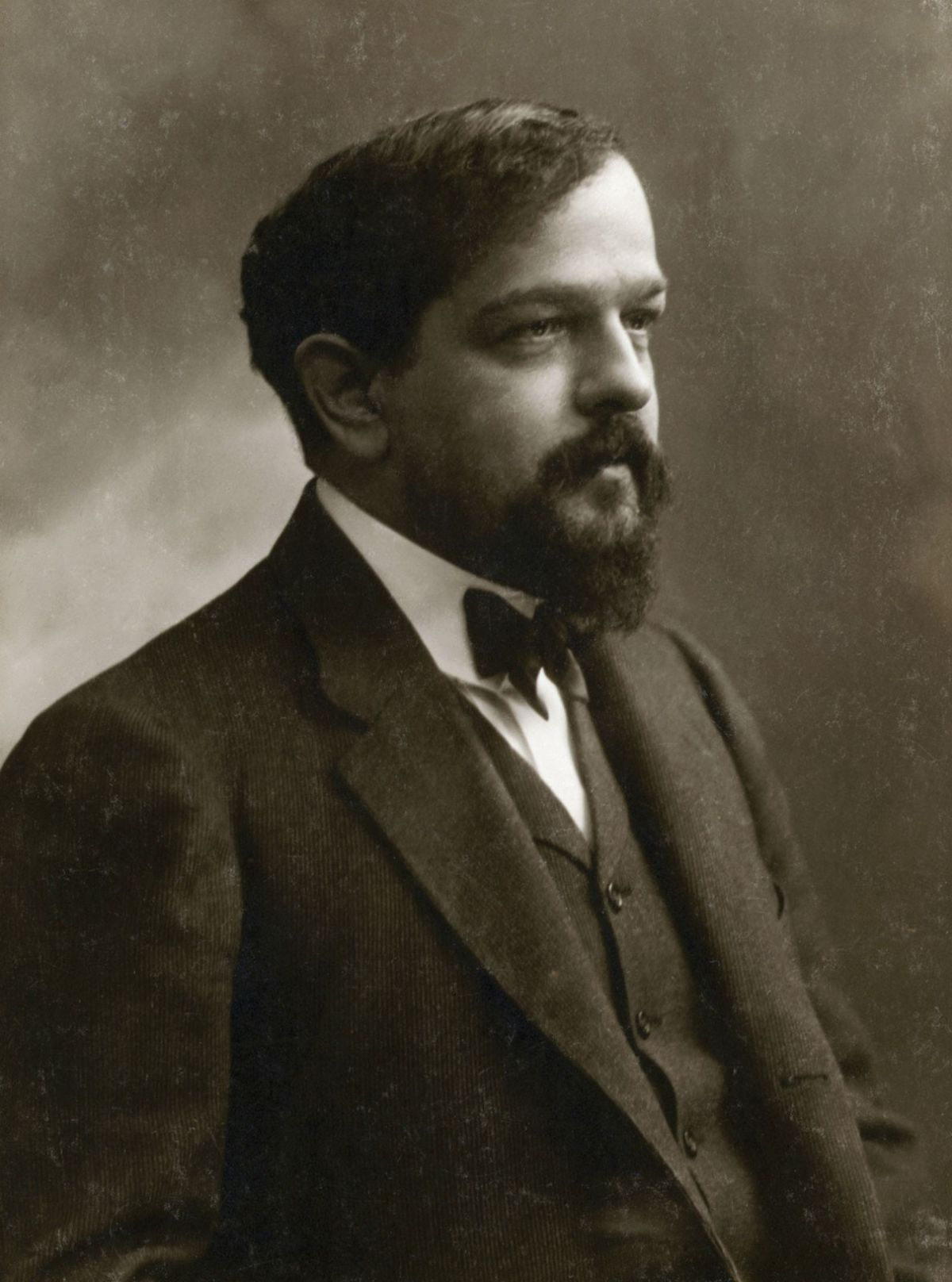
Claude Debussy (1862-1918)
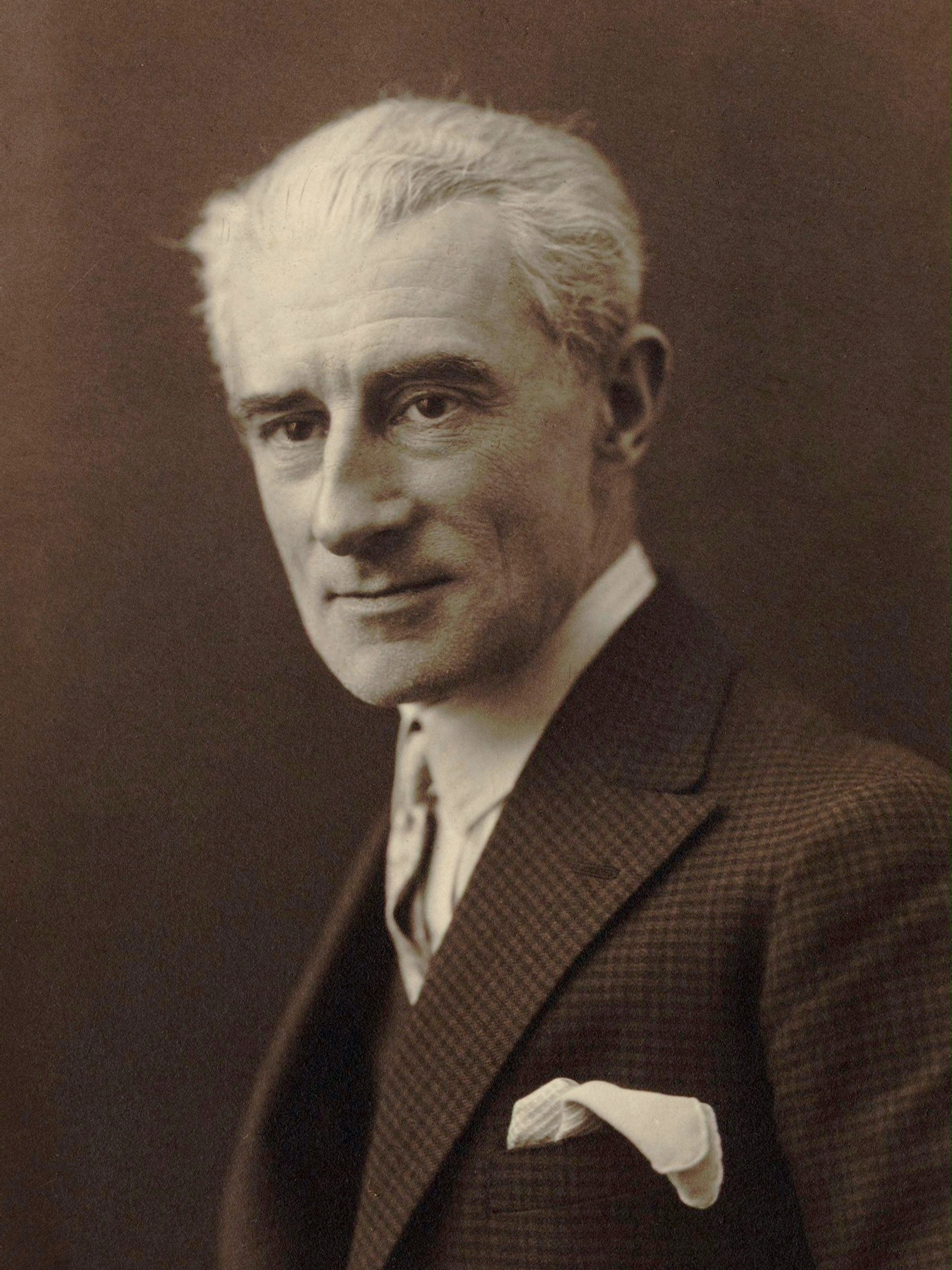
Maurice Ravel (1875-1937)

De par ses dimensions, sa technique exigeante, la profondeur de son message et sa puissance expressive, le Quintette pour piano et cordes de Vierne a un caractère quelque peu intimidant, voire éprouvant. Dans la monographie qu'il consacre au compositeur en 2011, Franck Besingrand suggère qu'« un tel chef-d'œuvre, en vérité, ne peut que nous laisser muet d'émotion… »
Les critiques adressées au Quintette tiennent essentiellement à son caractère romantique, reflétant la personnalité de son auteur. Bernard Gavoty insiste sur ce point : « anti-impressionniste résolu », « Vierne se savait romantique, et il y tenait ». Or, Antoine Reboulot le décrit justement comme « romantique avec toutes les qualités et tous les défauts du genre, des passions violentes, des changements d'humeur excessifs ».
Pour certains critiques musicaux, comme Philippe Simon dans Répertoire, « tel est ce Quintette op. 42, écrit en 1917, totalement déchiré et presque impudique à force de douleur libérée à flots, jusque dans son Larghetto central, qui n'est pas un reposoir ». Cette musique « tendue à l'extrême » effarouche même ceux qui en reconnaissent les qualités : « Quelle science et quelle honnêteté artistique ! » Tout bien considéré, « Il y a certes, dans ce superbe Quintette, de la révolte, mais aussi une maîtrise formelle d'une grande efficacité dans le retour des thèmes comme dans les effets d'instrumentation (tantôt organistiques, tantôt proche de l'orchestration) ; il y a aussi de l'élégie, voire du thrène dans cette œuvre haute en émotion ».

À l'extrême opposé de l'esthétique d'un Saint-Saëns — prônant une création harmonieuse et impeccable mais « cérébrale, insensible, sinon insincère » selon Bernard Gavoty — renouvelant plutôt l'exemple d'un Berlioz qu'il admirait et « imitait inconsciemment », Vierne défendait son œuvre et ses goûts avec une certaine véhémence : 

« J'aime dans la musique ce qui émeut, non ce qui étonne, encore moins ce qui détonne. J'ai rompu des lances à ce sujet avec bien des gens et même avec Ravel, qui m'accusa un jour, gentiment d'ailleurs, d'avoir une tendresse perverse pour la musique dite romantique — « cette musique qu'on écoute avec les poings devant les yeux », me dit-il. Je lui ai répondu que je préférais avoir les poings devant les yeux plutôt que d'être obligé de les tenir devant mes oreilles… Il a ri, j'ai ri, nous avons ri ensemble. D'ailleurs Ravel est un grand monsieur, tandis que les autres… »

Aux reproches adressés par la critique envers « une certaine rigidité sur le plan formel », Franck Besingrand oppose « la solidité, l'appui prononcé et sans concession pour une forme équilibrée, comme s'il cherchait à s'enraciner dans la vie pour éviter de dériver » — en reconnaissant que « nous sommes loin d'un Debussy ou d'un Ravel cherchant, à des degrés divers, à briser le cadre formel afin de gagner davantage de liberté ». En s'éloignant de l'impressionnisme, Vierne « favorise plutôt un certain expressionnisme », dont Norbert Dufourcq retient comme caractéristiques « le chromatisme, la somptuosité harmonique et une rythmique accusée ». De fait, lorsque le Quintette est présenté en première audition en 1920, « nous sommes loin du propos de Ravel dans sa Sonate pour violon et violoncelle où, selon ses mots, le dépouillement est poussé à l'extrême,, ».
Dans l'article consacré à Louis Vierne pour son Dictionnaire de la musique, Marc Honegger apprécie « son art d'une constante élévation spirituelle » mais condamne comme un anachronisme « sa nature essentiellement lyrique et, dans une large mesure, romantique ; sur ce plan, son œuvre s'oppose à la plupart des courants artistiques contemporains. Cependant, un ouvrage tel que le Quintette peut être considéré comme une manière de chef-d'œuvre ».
Dès 1943, Bernard Gavoty reconnaissait que l'esthétique de Vierne, « nettement affirmée, peut être considérée, à notre époque et dans notre pays, comme un anachronisme. Elle le fut et l'est encore, comme s'écartant trop visiblement de la tradition moderne ». Les débordements de l'expression sont également suspects, comme contraires à un certain esprit français, pour un critique écrivant sous l'occupation allemande : « On voit tout de suite par où Vierne s'éloigne de cet idéal, et tout d'abord par cette absence de retenue sentimentale, qui l'apparenterait plutôt aux romantiques étrangers ».
Le compositeur avait de sérieuses raisons pour s'en tenir à sa conception personnelle du « dépouillement » comme de la musique :

« Je ne crois pas qu'un musicien qui ne peut ni aimer ni souffrir en tant qu'homme — il y en a — fasse jamais une très belle chose. Tout se paye… très cher parfois, trop cher sans doute. Le succès vient trop tard, l'amour s'en va trop tôt, le bonheur ne vient jamais… Personnellement, il m'arrive de rire tout bas de la réponse que me font ceux qui me trouvent dédommagé de ma détresse d'enfant déshérité par le don de la musique. Ce sont deux choses bien différentes. Mais à quoi servirait de partir en guerre contre la vie ? »

Ainsi conclut « le dernier des grands romantiques », tel qu'évoqué par son élève Geneviève de La Salle.

### Reconnaissance

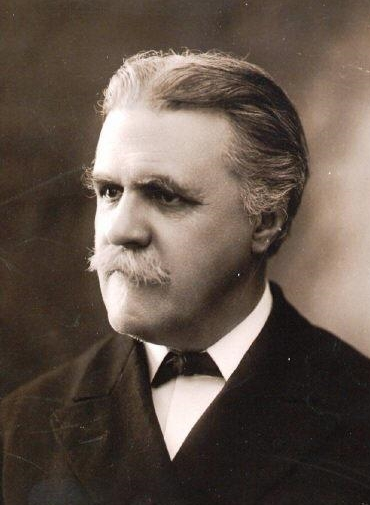
Vincent d'Indy (1851-1931)
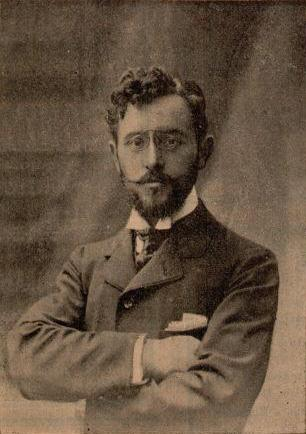
Florent Schmitt (1870-1958)
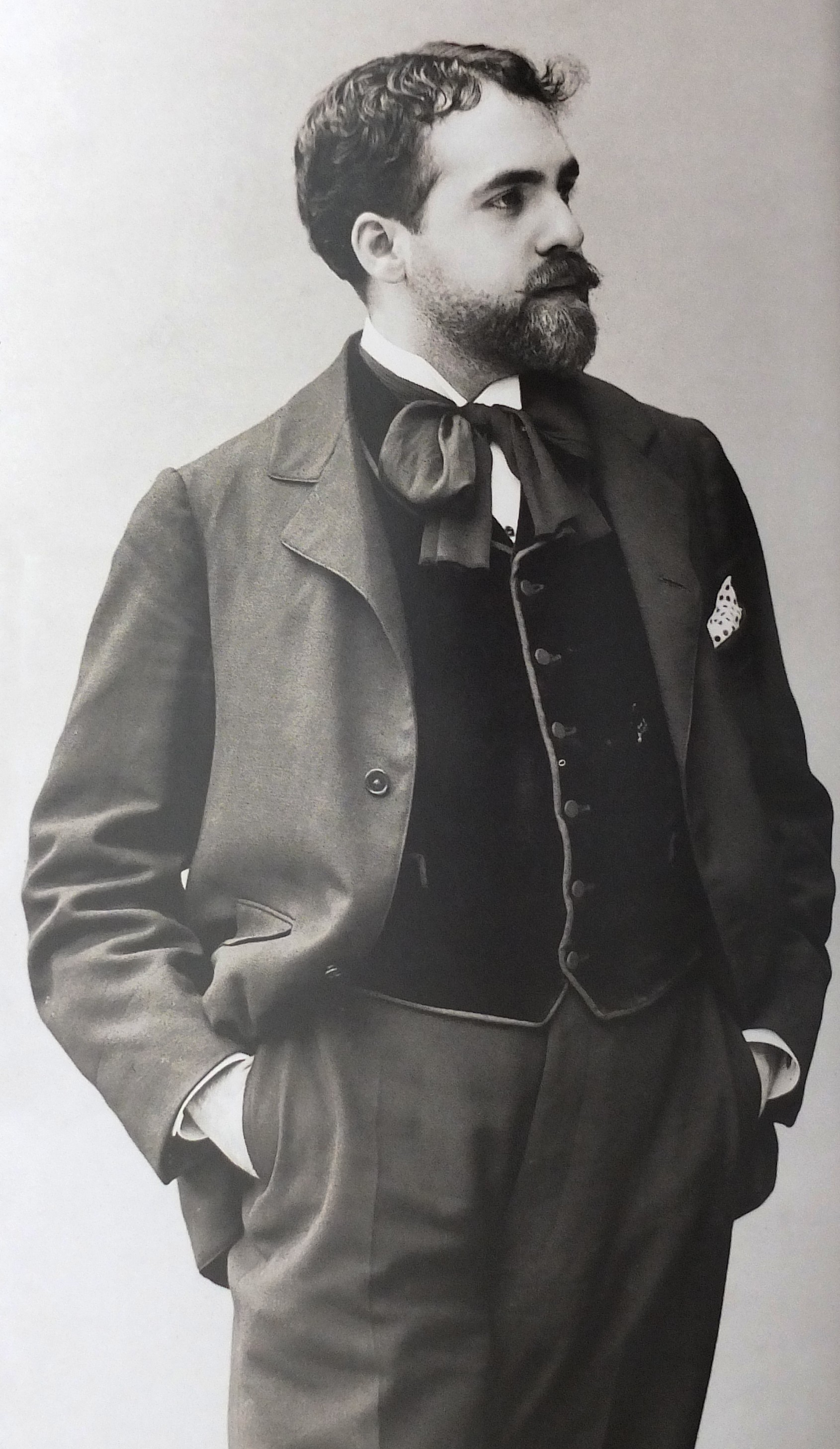
Reynaldo Hahn (1874-1947)
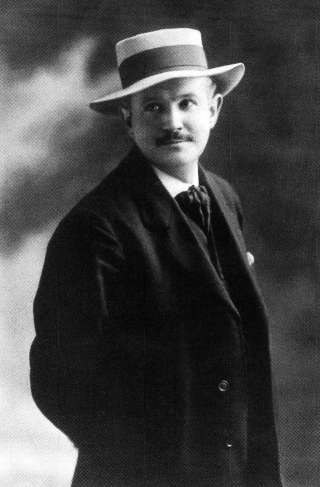
Gabriel Dupont (1879-1914)
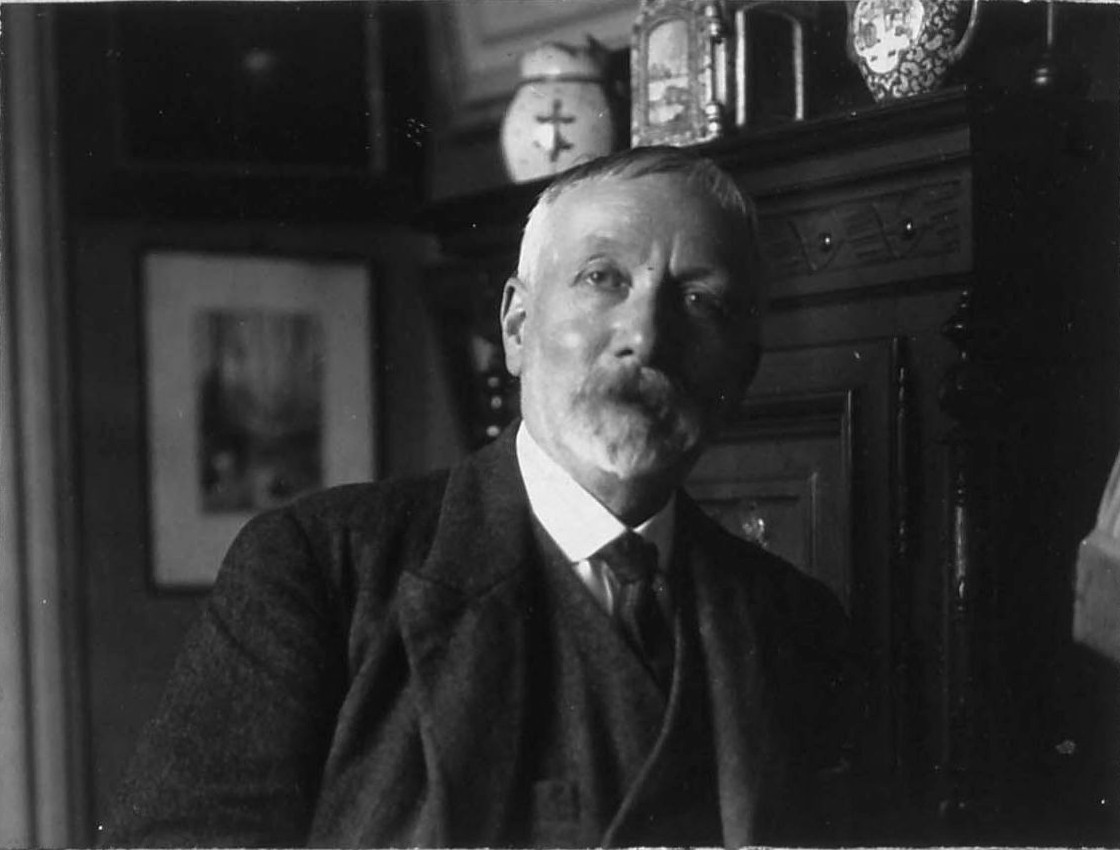
Gabriel Pierné (1863-1937)

Bernard Gavoty peut se montrer critique au moment de « formuler un jugement objectif sur une œuvre qui l'est elle-même si peu. Ce n'est pas sous cet angle que l'on peut estimer ses mérites ni surtout en apprécier la saveur ; celle-ci est avant tout humaine, et c'est en tant que document humain qu'il faut, croyons-nous, en aborder l'étude et l'audition » — en s'interrogeant sur « la sincérité, qui est un élément émotif : est-elle un facteur de valeur intrinsèque ? » Or, travaillant la partition au piano, il s'aperçoit soudain « qu'en musique, une certaine surexcitation nerveuse est bienfaisante, et qu'on réussit souvent à chaud ce qu'on manque à froid ».
De fait, « jugée en fonction de ses mérites et de son but avoué, la tentative d'un Vierne endeuillé pour composer "quelque chose de puissant, de grandiose et de fort" n'est peut-être pas une réussite aussi absolue que ne l'est — à son moindre niveau — la sereine maîtrise par Reynaldo Hahn d'une manière et d'une matière reçues » dans le Quintette pour piano et cordes « radicalement différent » que l'ami intime de Marcel Proust compose en 1922. « Et peut-être l'auditeur ne se sentira-t-il pas aussi souvent prêt à entendre l'angoisse du premier qu'à accueillir la bonne compagnie et l'absence de complication du second, plus proche de nous dans le temps et pourtant plus conservateur. Quoi qu'il en soit, des deux, c'est Vierne dont la voix jaillit des profondeurs d'une expérience hélas trop authentique ».
Le Quintette pour piano et cordes op. 42 est unanimement reconnu comme le chef-d'œuvre de Louis Vierne dans le domaine de la musique de chambre — « sans doute son chef-d'œuvre absolu », pour Harry Halbreich — révélant son art « dans ce qu'il y a de plus poignant » selon Benoît Duteurtre. Et « c'est précisément un des privilèges de Vierne que d'allier ces deux qualités : romantique par son ton passionné, classique par sa claire ordonnance, sa musique concilie avec bonheur la sensibilité et la raison ». La partition, progressivement mieux connue, « fait mentir cette réputation » longtemps établie pour les musiciens français de « ne pas briller dans le genre quatuor ou quintette ».
Jean-Pierre Mazeirat considère le Quintette de Vierne dans l'histoire de la musique consacrée à ce répertoire : « Quel chef-d'œuvre ! On connaît bien cette longue lignée de quintettes où les plus grands noms de la musique s'illustrèrent » depuis Luigi Boccherini, à l'origine de l'écriture pour piano et quatuor à cordes : Schubert, Schumann, Brahms, Dvořák et, en France, Franck, d'Indy, Koechlin, Florent Schmitt, Gabriel Dupont et Gabriel Pierné, « sans oublier les deux merveilles dues à Fauré. Celui de Vierne ne se contente pas de les égaler en beauté ; il les surpasse tous en puissance émotionnelle, même celui de son maître Franck pourtant déjà si impressionnant, ».

### Perspectives

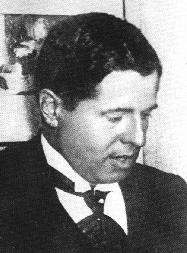
Albéric Magnard (1865-1914)
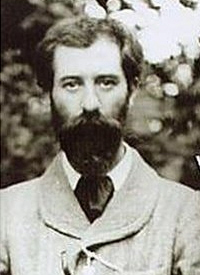
Charles Koechlin (1867-1950)
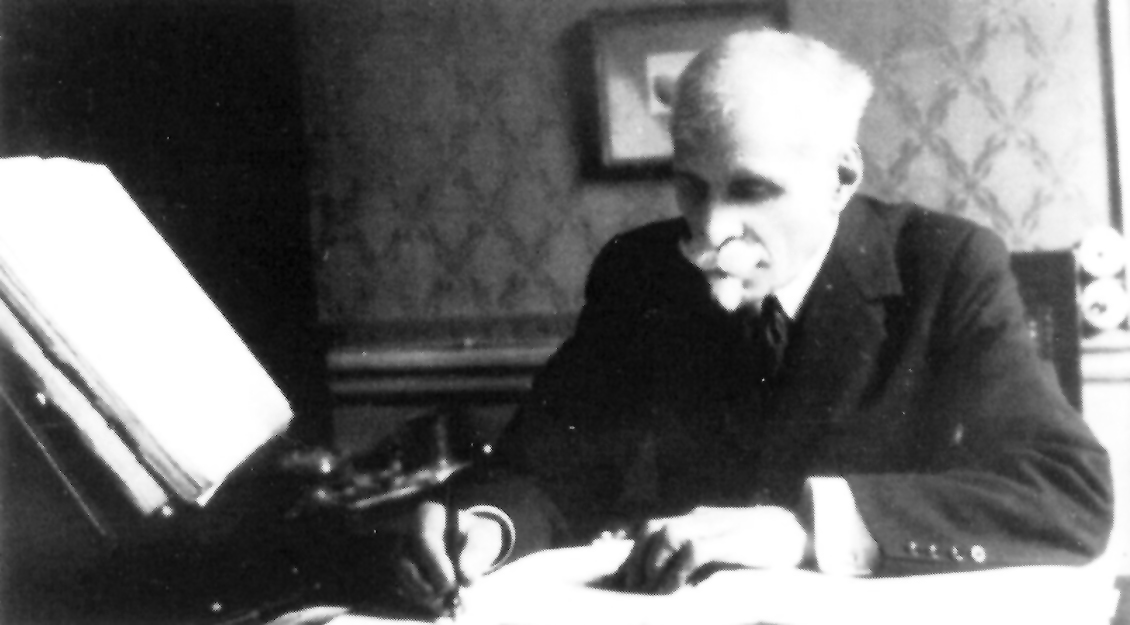
Maurice Emmanuel (1862-1938)

Au-delà du répertoire pour quintette avec piano, l'opus 42 de Vierne représente l'« expression passionnée de la perte et du deuil, et l'une des œuvres les plus remarquables composées en réaction à la boucherie de la Première Guerre mondiale » — l'« affreux massacre de la Grande Guerre (grande pour qui ?) » s'interroge Philippe Simon.
Ainsi, la « modération finale » du premier mouvement, « comme le précédent déferlement d'émotion, suggère un parallèle avec les Deuxième, Troisième et Quatrième symphonies d'Albéric Magnard, contemporain de Vierne, né quelques années avant lui » — et mort à Baron dans l'Oise, en 1914, en défendant sa propriété contre l'intrusion des armées allemandes — un musicien « dont les effusions chaotiques, parfois écrasantes, trouvent plus d'une fois l'apaisement dans une conclusion d'une retenue proche de l'excuse : l'émotion brusque sous-jacente est d'autant plus troublante qu'elle se voit ainsi austèrement niée ».
L'approche discographique de l'œuvre permet de l'opposer à d'autres partitions, qui mettent mieux en évidence leurs mérites propres. Dans une série consacrée aux « Musiciens et la Grande Guerre » par les éditions Hortus, en 2015, le volume XVIII Ombres et Lumières offre « trois pages austères de musique de chambre » en associant le Quintette de Vierne à des œuvres de Lucien Durosoir et Rudi Stephan — le résultat, « uniformément sombre », est « déconseillé aux âmes dépressives » pour le critique Bruno Peeters.
En 2014, le label Gramola opposait plutôt le Quintette aux Préludes op. 36 de Vierne, plus intimes, et à la Sonate pour violon et piano op. 64 de Charles Koechlin, composée en 1916. François-René Tranchefort souligne combien cette partition est « sereine, en dépit de l'époque (la première Guerre mondiale) ». Dans son propre Quintette pour piano et cordes op. 80, achevé en 1921, Koechlin fait référence aux combats dans le titre du second mouvement (« L'assaut de l'ennemi ») mais l'œuvre s'achève sur la « majestueuse et exultante conclusion » de son Finale intitulé « La Joie ». En effet, plutôt que la guerre et son carnage, « la toile de fond est la Nature, omniprésente dans l'œuvre du compositeur et y jouant un rôle essentiellement dynamique : elle est, chez lui, source à la fois de sérénité, de joie, de régénération ».
D'autres parallèles peuvent être proposés : Harry Halbreich présente la Première symphonie op. 18 de Maurice Emmanuel, composée en 1919 à la mémoire d'un jeune aviateur tombé au champ d'honneur, « comme l'antithèse sereine au tragique Quintette que Louis Vierne venait de composer en ex-voto à la mémoire de son fils mort au combat. La différence est bien là : Vierne exprime, non point les sentiments du jeune combattant, mais sa propre douleur ». Ainsi, les dernières mesures de la symphonie « Adagio d'une sublime sérénité concluant dans une douce lumière » offrent un « épilogue d'espérance, tragiquement absent du Quintette de Vierne, qui souligne le mieux la différence entre les deux chefs-d'œuvre ».

## Discographie
« Considérant, en 1980, l'œuvre de Vierne », Bernard Gavoty s'émerveille de ce qu'« elle n'a pas pris une ride », même si « les mélodies, la musique de chambre et les pièces pour le piano, ainsi que les partitions d'orchestre sont moins souvent exécutées » que les six Symphonies pour orgue « qui ont éclipsé le reste de son œuvre » : « Faut-il s'en étonner, en un temps où deux glorieux musiciens français — Florent Schmitt, Arthur Honegger — entre beaucoup d'autres, ont à peu près disparu des programmes ? »
Gavoty se contente de mentionner « un très grand nombre d'enregistrements français des œuvres de musique de chambre — tous épuisés » sur disque microsillon. Aujourd'hui, le Quintette de Vierne, « sans être un tube, est fort connu et bien enregistré » sur disque compact depuis les années 1990 :
- Quintette pour piano et cordes, op. 42 par Jean Hubeau (piano) et le Quatuor Viotti (octobre 1983, Erato/Radio France 2292-45524-2)[note 8] (OCLC 225654984) — avec la Sonate pour violon et piano, op. 23 ;
- Louis Vierne : La musique de chambre, enregistrement intégral — Quintette pour piano et cordes, op. 42, par François Kerdoncuff (piano) et le Quatuor Phillips : Jean-Marc Phillips et Jérôme Marchand (violons), Odile Caracilly (alto) et Henri Demarquette (violoncelle) (17-20 septembre 1993, 2 CD Timpani 2C2019) (OCLC 70597511) ;
- Quintette pour piano et cordes, op. 42 par Anna-Marie Globenski (piano) et le Quatuor Laval (1995, SNE Records 610-CD) (OCLC 38201534) — avec le Quintette pour piano et cordes no 2, op. 68 de Charles-Marie Widor ;
- Quintette pour piano et cordes, op. 42 par le Groupe de Chambre de Montréal : Jamie Parker (piano), Anne Robert et Marcelle Malette (violons), Nill Grip (alto) et Elizabeth Dolin (violoncelle) (1995, CBC Records MVCD 1085) (OCLC 936607995) — avec la Sonate pour violoncelle et piano, op. 27 ;
- Quintette pour piano et cordes, op. 42 par Gabriel Tacchino (piano) et le Quatuor Athenæum Enesco (septembre 1999, Pierre Verany PV700011)[note 9] (OCLC 659191748) — avec le Quatuor à cordes op. 12 ;
- Quintette pour piano et cordes, op. 42 par Stephen Coombs (piano) et le Quatuor Chilingirian (1er-3 décembre 2000, Hyperion Records CDA67258) (OCLC 873059225) [livret en ligne] — avec le Quintette pour piano et cordes de Reynaldo Hahn ;
- Quintette pour piano et cordes, op. 42 par Stéphane Lemelin (piano) et le Quatuor Arthur-Leblanc : Hibiki Kobayashi et Brett Molzan (violons), Jean-Luc Plourde (alto) et Ryan Molzan (violoncelle) (mars 2006, coll. « Musique française Découvertes 1890-1939 » Atma ACD 22384) (OCLC 899741818) [livret en ligne] — avec le Quintette pour piano et cordes, op. 41 de Gabriel Pierné ;
- Quintette pour piano et cordes, op. 42 par Levente Kende (piano) et le Quatuor Spiegel (10-12 décembre 2007, MDG 644 1505-2)[note 10] (OCLC 717264816) — avec le Quatuor à cordes op. 12 ;
- Quintette pour piano et cordes, op. 42 par Tamara Atschba (piano), Louise Chisson et Matthias Adensamer (violons), Alexander Znamensky (alto) et Christophe Pantillon (violoncelle) (28 avril-3 mai 2014, Gramola GRAM99040) — avec les 12 Préludes, op. 36 et la Sonate pour violon et piano, op. 64 de Charles Koechlin ;
- Quintettes pour piano et cordes, par Bruno Rigutto (piano), Jean-Pierre Wallez et Yoé Miyazaki (violons), Bruno Pasquier (alto) et Henri Demarquette (violoncelle) (15 décembre 2014, 3 CD P&Y 2PYM01) — avec le Quintette pour piano et cordes de Franck, le Quintette pour piano et cordes, op. 14 de Saint-Saëns et les Quintettes pour piano et cordes no 1, op. 7 et no 2, op. 68 de Widor ;
- Quintette pour piano et cordes, op. 42 par Vladimir Stoupel (piano), Judith Ingolfsson et Rebecca Li (violons), Stefan Fehlandt (alto) et Stephan Forck (violoncelle) (avril 2015, Accentus Music ACC303712) (OCLC 986504865) ;
- Quintette pour piano et cordes, op. 42 par Frédéric Lagarde (piano) et l'Ensemble Calliopée : Maud Lovett et Christophe Giovaninetti (violons), Karine Lethiec (alto), Florent Audibert (violoncelle) (avril 2015, coll. « Les Musiciens et la Grande Guerre », Éditions Hortus)[note 11] (OCLC 974785217) — avec des œuvres de Lucien Durosoir et Rudi Stephan ;
- Quintette pour piano et cordes, op. 42 par Mūza Rubackytė (piano) et le Quatuor Terpsycordes (14-16 décembre 2015, Brilliant Classics 95367BR) — avec les Spleens et détresses, op. 38 ;
- Quintette pour piano et cordes, op. 42 par Catherine Montier (violon) et Christophe Gaugué (alto) et le trio Wanderer (juillet et septembre 2022, 2CD Harmonia Mundi HMM 902318.19, 2023) — avec le Quintette pour piano et cordes et la Sonate pour piano et violon de Franck.

### Partition
- P. A. Berend, Bibliothèque nationale de France, « Œuvres instrumentales : Musique de chambre » (bibliographie créée par décret impérial du 14 octobre 1811), Bibliographie nationale française. Musique : notices établies par la Bibliothèque nationale à partir des documents déposés auprès du Service du dépôt légal, Paris, Bibliothèque nationale de France et Office général du livre, 186e série, no 1,‎ 26 mars 1997, p. 73 (ISSN 1142-3285, lire en ligne).Manuscrit original de la partition.
- Louis Vierne, Quintette pour piano, deux violons, alto et violoncelle [op. 42] (conducteur et parties séparées), Paris, Sénart (no cote EMS6453), 1924, 1re éd., 1 partition 63, 35 cm + 4 parties (BNF 42131888).Édition originale.
- Louis Vierne, Quintette pour 2 violons, alto, violoncelle et piano [op. 42] (conducteur et parties séparées), Paris, Salabert, [1993], 1 partition 63, 31 cm + 4 parties (OCLC 34690110, BNF 39611027).
  - (fr + en) Xavier Hascher, Avant-propos et variantes, 25 janvier 1992, p. 1-2.Édition corrigée de la partition.

### Ouvrages généraux
- Benoît Duteurtre, « Louis Vierne », dans Walter Willson Cobbett et Colin Mason, Dictionnaire encyclopédique de la musique de chambre, vol. II : K–Z, Paris, Robert Laffont, coll. « Bouquins », 1999 (1re éd. 1929), 1627 p. (ISBN 2-2210-7848-9, OCLC 43700186), p. 1540.
- Antoine Goléa, La musique, de la nuit des temps aux aurores nouvelles, Paris, Alphonse Leduc, 1977, 954 p. (ISBN 2-8568-9001-6).
- Marc Honegger, « Vierne, Louis », dans Dictionnaire de la musique : Les hommes et leurs œuvres, Bordas, coll. « Science de la Musique », 1979, XV-597 p., Tome II (L-Z) (ISBN 2-0401-0721-5, OCLC 79735642), p. 1153.
- François-René Tranchefort, Guide de la musique de chambre, Paris, Fayard, coll. « Les Indispensables de la musique », 1987, 996 p. (ISBN 2-2130-2403-0, OCLC 21318922, BNF 35064530).  :
  - Marc Vignal, Luigi Boccherini, p. 132-139 ;
  - François-René Tranchefort, Gabriel Fauré, p. 317-332 ;
  - Adélaïde de Place, César Franck, p. 343-348 ;
  - François-René Tranchefort, Charles Koechlin, p. 506-510 ;
  - Jean-Alexandre Ménétrier, Gabriel Pierné, p. 698-700 ;
  - François-René Tranchefort, Florent Schmitt, p. 773-778 ;
  - Harry Halbreich, Louis Vierne, p. 914-916.
- Gustave Samazeuilh, Musiciens de mon temps : Chroniques et souvenirs, Paris, M[arcel] Daubin, [1947], 430 p., in-16 (BNF 43254580) :
  - Le souvenir de : Gabriel Pierné — Albert Roussel — Maurice Ravel, 1939, p. 198-207 ;
  - César Franck et ses élèves (à propos du cinquantenaire de sa mort), 1940, p. 12-27.

### Monographies
- Franck Besingrand, Louis Vierne, Paris, Bleu nuit, coll. « Horizons » (no 28), 2011, 176 p., 20 cm (ISBN 978-2-3588-4018-7, BNF 42513209).
- Bernard Gavoty, Louis Vierne : la vie et l'œuvre, Paris, Buchet/Chastel, coll. « Musique », 1980 (1re éd. 1943), 327 p., 20,5 cm (BNF 34673953).
- (en) Rollin Smith, Louis Vierne : Organist of Notre-Dame Cathedral, Hillsdale (New Jersey), Pendragon Press, coll. « The Complete organ » (no 3), 1999, 805 p. (ISBN 978-1-5764-7004-6)

### Articles
- (en) Anonyme, « 1914 : Louis Vierne / Charles Koechlin », sur www.gramola.at, 1er juillet 2014.
- Anonyme, « Louis Vierne (1870-1937), Quintette pour piano et cordes, opus 42 », sur www.musicologie.org (La Gazette musicale), 6 octobre 2017.
- Anonyme (A.S.), « Festival Armande de Polignac-Louis Vierne », Le Ménestrel,‎ 24 juin 1921, p. 264-265 (lire en ligne).
- Anonyme (Thib), « Louis Vierne – Quintette pour piano et cordes », sur www.lamusiqueclassique.com, 12 juin 2013.
- Jean-Marie André, « Le piano, la face cachée de l'organiste Louis Vierne », sur www.crescendo-magazine.be, 7 novembre 2015.
- Cecil Ameil, « Bernard Lemmens et le Quatuor Stanislas : Œuvres de Beethoven, Bowen, Schumann et Vierne », chroniques, sur www.anaclase.com, 6 juin 2003.
- Laurent Bergnach, « Gabriel Pierné – Louis Vierne : Quintettes pour piano et cordes », critique discographique, sur www.anaclase.com, 2015.
- Maurice Blazy, « À propos d'un concert récent », Le Valentin Haüy : revue française des questions relatives aux aveugles,‎ juillet 1922, p. 61-62 (lire en ligne).
- Bertrand Bolognesi, « Quatuor Ellipse, Marie-Catherine Girod et Antoine Pierlot : Œuvres de Joseph Boulnois, Gustave Samazeuilh et Louis Vierne », chroniques, sur www.anaclase.com, 22 juillet 2014.
- Loïc Chahine, « Quand la musique de chambre a des allures de poème », critique discographique, sur www.le-babillard.fr, 2 novembre 2016.
- Michel Corbin, « Franck, Pierné & Vierne, Quintettes pour piano et cordes », Études,‎ janvier 1985, p. 143 (lire en ligne).
- (de + en) Konstantin Galluhn (trad. Bradford Robinson), « Vorwort, Louis Vierne Quintett in C-moll, op. 42 », Musikproduktion Höflich, Munich,‎ 2011 (lire en ligne).
- (en) Mark Novak, « Critique CD Vierne USA », Fanfare,‎ 1er janvier 2016 (lire en ligne).
- Bruno Peeters, « Les Musiciens et la Grande Guerre (8) », chronique, sur www.crescendo-magazine.be, 2 novembre 2016.
- Maurice Ravel, « Esquisse autobiographique (1928) », dans Vladimir Jankélévitch, Ravel, Paris, Seuil, coll. « Solfèges » (no 3), 1995 (1re éd. 1956), 220 p. (ISBN 2-0202-3490-4), p. 197-204.
- Paul Reboux, « Le talisman d'apaisement », Paris-Soir,‎ 12 février 1937 (lire en ligne).
- Philippe Simon, « Louis Vierne », Répertoire des disques compacts, Levallois-Perret, Éditions Répertoire, no 135,‎ mai 2000, p. 63 (ISSN 1148-6244).
- David Verdier, « Mélodies, préludes et quintette de Louis Vierne : par Anaïk Morel, le quatuor Daniel et Mūza Rubackytė », chronique, sur www.anaclase.com (La musique au jour le jour), 26 mars 2014.